# Burtscheid
Burtscheid (lateinisch Porcetum, französisch Borcette, Öcher Platt: Botsched) ist eine ehemalige Stadt und ein heutiger Stadtteil von Aachen. Die Ortschaft wurde am 21. Januar 1018 erstmals urkundlich erwähnt, war aber zuvor schon von Kelten und Römern besiedelt. Im Jahr 1338 erhielt Burtscheid die Stadtrechte; 1816 wurde es Verwaltungssitz des Landkreises Aachen. Am 1. April 1897 wurde Burtscheid nach Aachen eingemeindet und gehört seit 1972 zum Stadtbezirk Aachen-Mitte. Burtscheid verdankt seine Entstehung und spätere wirtschaftliche und gesellschaftliche Entwicklung hauptsächlich seinen über 20 Thermalquellenvorbrüchen, die zum Aachener Thermalquellensystem gehören, sowie der Wurm mit ihren Zuläufen. Zur ehemaligen Stadt gehörten neben dem Zentrum die Ortsteile Beverau, Steinebrück und das Frankenberger Viertel.

## Namensherkunft
Der Name Burtscheid ist ein Kompositum, das verschiedene Deutungen zulässt. Zunächst bezeichnet das Grundwort ...scheid eine territoriale Grenze, eine Weg- oder Wasserscheide. Eine andere Deutung steht im Zusammenhang mit der Besiedlung. In der Zeit der großen Rodungen im 12./13. Jh. entstanden linksrheinisch zahlreiche Ansiedlungen mit der Silbe ...scheid im Namen. Das Wort wird verschieden ausgelegt: Es kann sinngemäß das für die Siedlung ausgeschiedene Land bedeuten oder aber der Name steht im Zusammenhang mit dem älteren keltischen/gallischen Wort keiton/cetum in der Bedeutung von Wald/Heide.
In früherer Schreibweise heißt Burtscheid borcetum, das in seiner Bedeutung wahlweise als Wald am Bieberbach (= Beverbach), Wald am braunen Bach, Wald zur Schweinemast ausgelegt werden kann.

## Wappen
Das alte Stadtwappen von Burtscheid wurde aus dem Familienwappen der Äbtissin von Woestenrath entwickelt und die zwei doppelschwänzigen Löwen entstammen dem Jülicher Wappen. Im Einzelnen ist es wie folgt aufgebaut:
Blasonierung: In Schwarz, goldgerandet, ein goldenes 12-endiges Hirschgeweih, darin ein silberner Schwan. Der Schild, mit einer dreitürmigen silbernen Stadtmauer bekrönt (Hinweis auf ein Stadtwappen) und von zwei aufrechten, doppelschwänzigen goldenen Löwen gehalten, steht auf einem silbernen Band, das die Aufschrift Stadt Burtscheid trägt.
Als Burtscheid im Jahr 1816 den Verwaltungssitz des Kreises Aachen übernommen hatte, wurde das bisherige Schild mit den Geweihen und dem Schwan, aber ohne die Türme, die Löwen und das silberne Band, nun ergänzt mit einem darüber liegenden goldenen (gelben) Schildhaupt über dem alten Wappen, in dem der schwarze Jülicher Löwe nach links schreitet gewählt. Es diente seit dieser Zeit als Wappen für den gesamten früheren Kreis Aachen und die heutige Städteregion Aachen.

## Geschichte

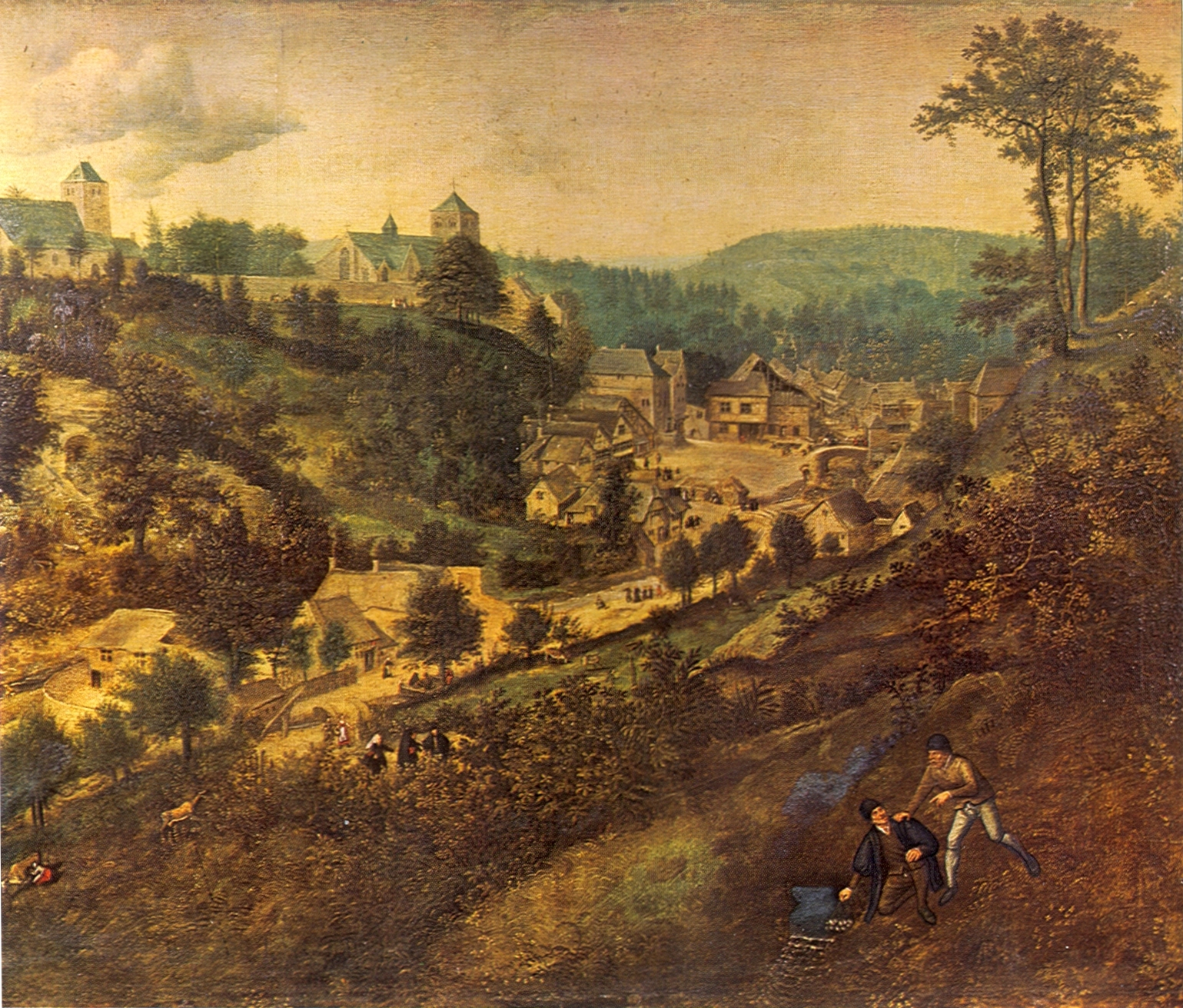
Das Burtscheider Tal bei Aachen, identifiziert von Hans Königs (1964), vormals bekannt als Landschaft an der mittleren Maas, 1570

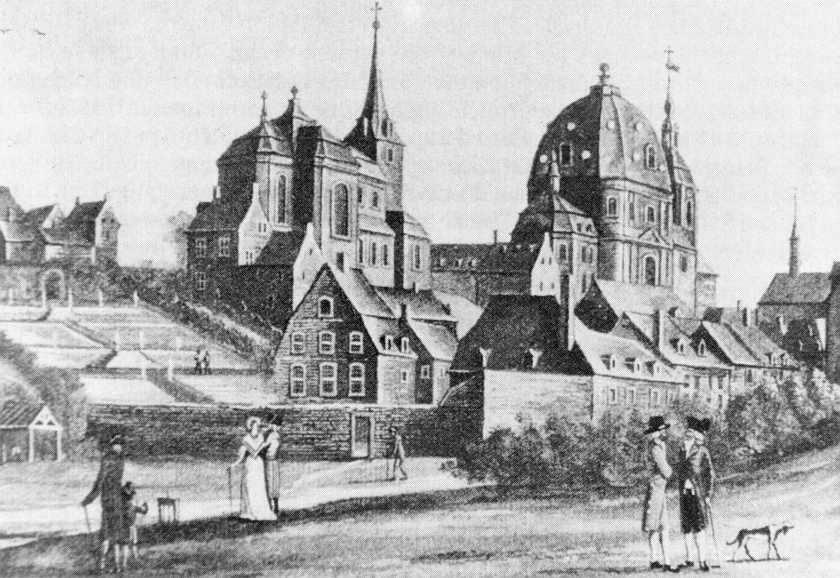
Reichsabtei Burtscheid um 1790

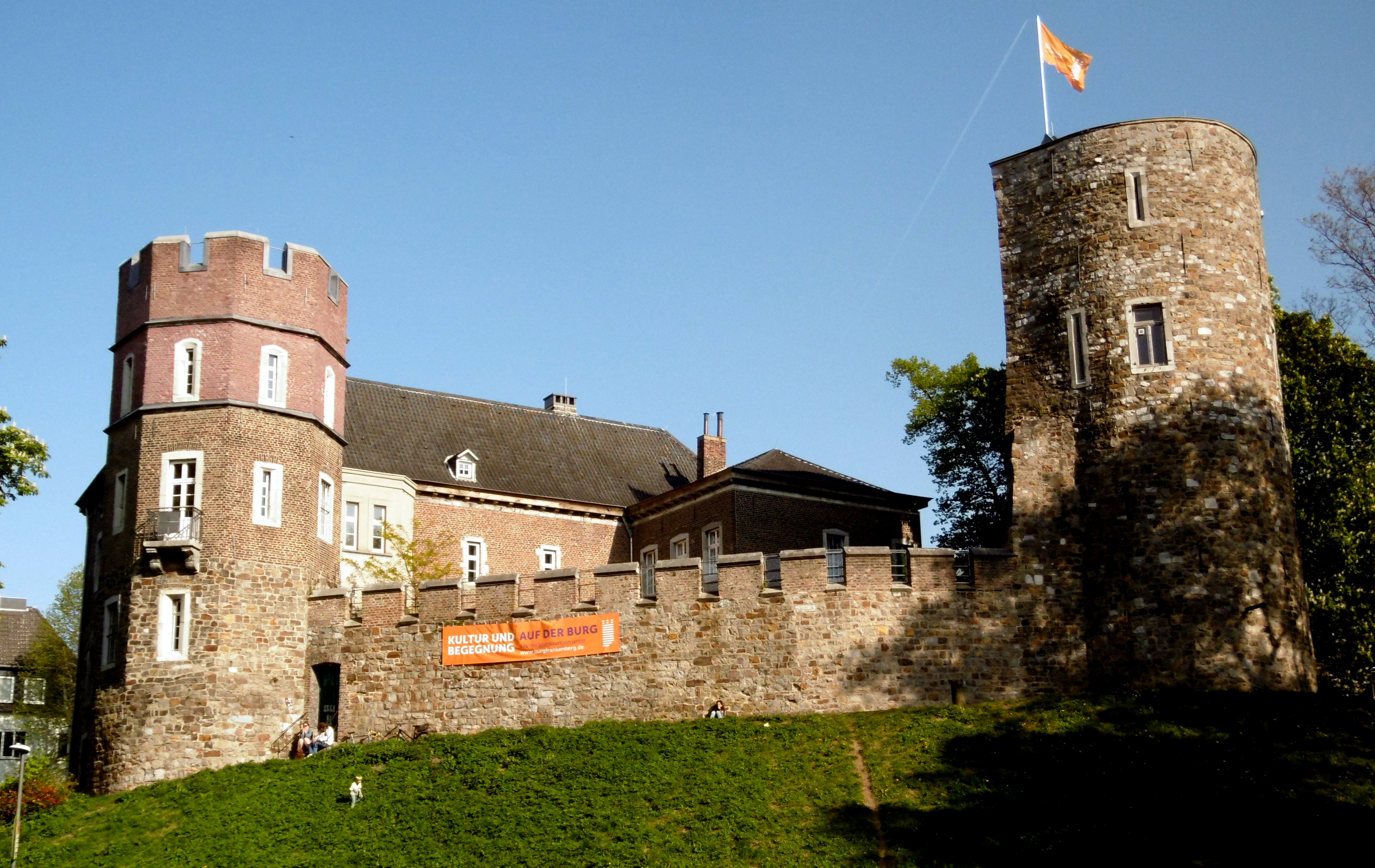
Burg Frankenberg, Sitz der Vögte

Bereits die Kelten siedelten sich in dieser Gegend entlang einer der damaligen Quellen der Wurm an und weihten sie ihrem Gott Grannus. 
Später ließen sich hier die Römer nieder und nannten das Gebiet auf Grund des Wildschweinvorkommens Porcetum. Im Bereich des heutigen Burtscheider Marktes wurden römische Thermalanlagen und medizinisches Besteck aus der Römerzeit gefunden, was auf die Besiedlung als Kur- und Heilbad hinweist. Damit das wertvolle Trinkwasser aus dem Aachener Wald, das im Burtscheider Tal Richtung Aachen abfließt, nicht durch die salzigen Thermalwässer verunreinigt und somit für die Wasserversorgung unbrauchbar wird, haben die Römer im Bereich des Quellgebietes der Thermalquellen die Wurm großräumig verlegt. Der künstliche Wasserlauf des Kalten Baches verläuft am Hang des Heißberges und Adlerberges bis ins Frankenberger Viertel.
Anschließend besiedelten germanisch-fränkische Stämme das Gebiet, bevor später im 7. Jahrhundert zunächst die Arnulfinger unter Chlodulf hier eine Kapelle erbauen ließen und in der folgenden karolingischen Zeit Burtscheid vermutlich zu einem Nebenhof der Aachener Kaiserpfalz mit Viehwirtschaft umfunktioniert wurde.
Seine eigentliche Entstehung als Stadt verdankt Burtscheid schließlich dem Benediktinerkloster Burtscheid, das gemäß einem Diplom Kaiser Ottos des III. vom 6. Februar des Jahres 1000 als kaiserliche Stiftung unter dem Basilianerabt Gregor von Burtscheid aus Kalabrien zu Ehren des heiligen Nikolaus von Myra und des Apollinaris von Ravenna gegründet wurde. Indizien und die meisten Quellen sprechen dabei eher dafür, dass das Jahr 997 das eigentliche Gründungsjahr war. Am 21. Januar 1018 schenkte Kaiser Heinrich II. dem Kloster das umliegende Gebiet als Zehntbezirk und löste sie damit vom Pfalzbezirk Aachen ab. Daraus entstand in der Folge die Herrlichkeit Burtscheid. Im Jahr 1220 wurde das Benediktinerkloster in ein reichsunmittelbares Zisterzienser-Frauenstift umgewandelt. Den Äbtissinnen des Klosters mit Sitz und Stimme in der Reichsversammlung oblag nun im Verlauf von rund 570 Jahren als Fürst-Äbtissinnen die Landeshoheit über Burtscheid. Zur Durchsetzung der Hoheitsrechte wurde ihnen jeweils ein Vogt zur Seite gestellt. Die Funktion des Vogtes übernahmen bis etwa zu Beginn des 17. Jahrhunderts die Herren von Merode-Frankenberg, einer Nebenlinie des Hauses Merode mit Sitz auf der Burg Frankenberg. Diese auf Burtscheider Territorium stehende Burg wurde erstmals urkundlich erwähnt und war bis etwa zu Beginn des 17. Jahrhunderts der Sitz der Burtscheider Vögte. Die Rechte des Obervogts oblagen dem Herzog von Limburg und ab 1288 dem Herzog von Brabant. 1649 konnten die Vogteirechte durch die Abtei selbst erworben werden, nachdem der letzte Erbvogt, Johann Dietrich von Merode-Frankenburg, 1645 verstorben und sein Sohn Franz Ignaz noch nicht mündig war. Daraufhin bezeichneten sich die Äbtissinnen fortan selbst als Erbvögte.
Bereits im Jahr 1351 war durch die Äbtissin Mechtildis von Bongard ein Vertrag mit der Freien Reichsstadt Aachen unterschrieben worden, in dem diese die Gerichtsrechte über die Herrlichkeit Burtscheid erhalten hatte und im Gegenzug zur Zusage der fortwährenden Aufrechterhaltung der abteilichen Freiheiten bereit war. Seitdem wurde die Burtscheider Stadtverwaltung von einem Meier, der von der Stadt Aachen bestellt wurde, und seinen Schöffen wahrgenommen. Im Einzelnen sind folgende Meier nachgewiesen:
- um 1352: Conrad von Raboitraide
- 1382–1389: Colyn Vollmer
- im Verlauf des 15. Jahrhunderts: Lambrecht Buck, senior und junior, sowie Peter Bu(e)ck
- anschließend: Dederich von Haren
- etwa ab 1545–1566: Gerhard Ellerborn
- ab etwa 1580–1598: Der Katholik Bonifacius Colyn, der 1598 im Verlauf der Aachener Religionsunruhen wegen seines Eintretens für die Reformierten mit der Reichsacht belegt und abgesetzt wurde
- 1598–1605: Der Katholik Albrecht Schrick wurde auf dem Höhepunkt der Religionsunruhen zum Meier ernannt, aber im August 1605 von der aktuellen evangelischen Ratsmehrheit wieder abgesetzt.
- 1605–1612: Egidius Bleyenheuft wurde zunächst als Nachfolger Schricks ernannt, wenige Wochen später jedoch nach dessen Rehabilitation wieder durch ihn ersetzt. Schrick wurde seinerseits 1612 erneut entlassen.
- 1612–1612: Ludolf von Linzenich wurde durch die nunmehrige evangelische Mehrheit im Rat berufen, starb aber wenige Wochen nach seiner Vereidigung
- 1612–1614: Johann Kalkberner, gewählter Bürgermeister von Aachen, übernahm das Amt in Personalunion; wurde jedoch vom Vogt nicht akzeptiert und 1614 geächtet
- 1614–1640: Albrecht Schrick wurde erneut in das Meieramt eingesetzt
- 1640–1644: Balthasar Fiebus der Ältere
- 1644–1665: Gerlach Maw
- 1665–1678: Nikolaus Fiebus
- 1678–1681: Mathias Maw
- 1681–1705: Johann Chorus
- 1705–1728: Cornelius de Fays
- 1728–1756: Martin Lambert de Lonneux
- 1756–1778: Johann Joseph Niclas
- 1778–1793: Stephan Dominicus Dauven

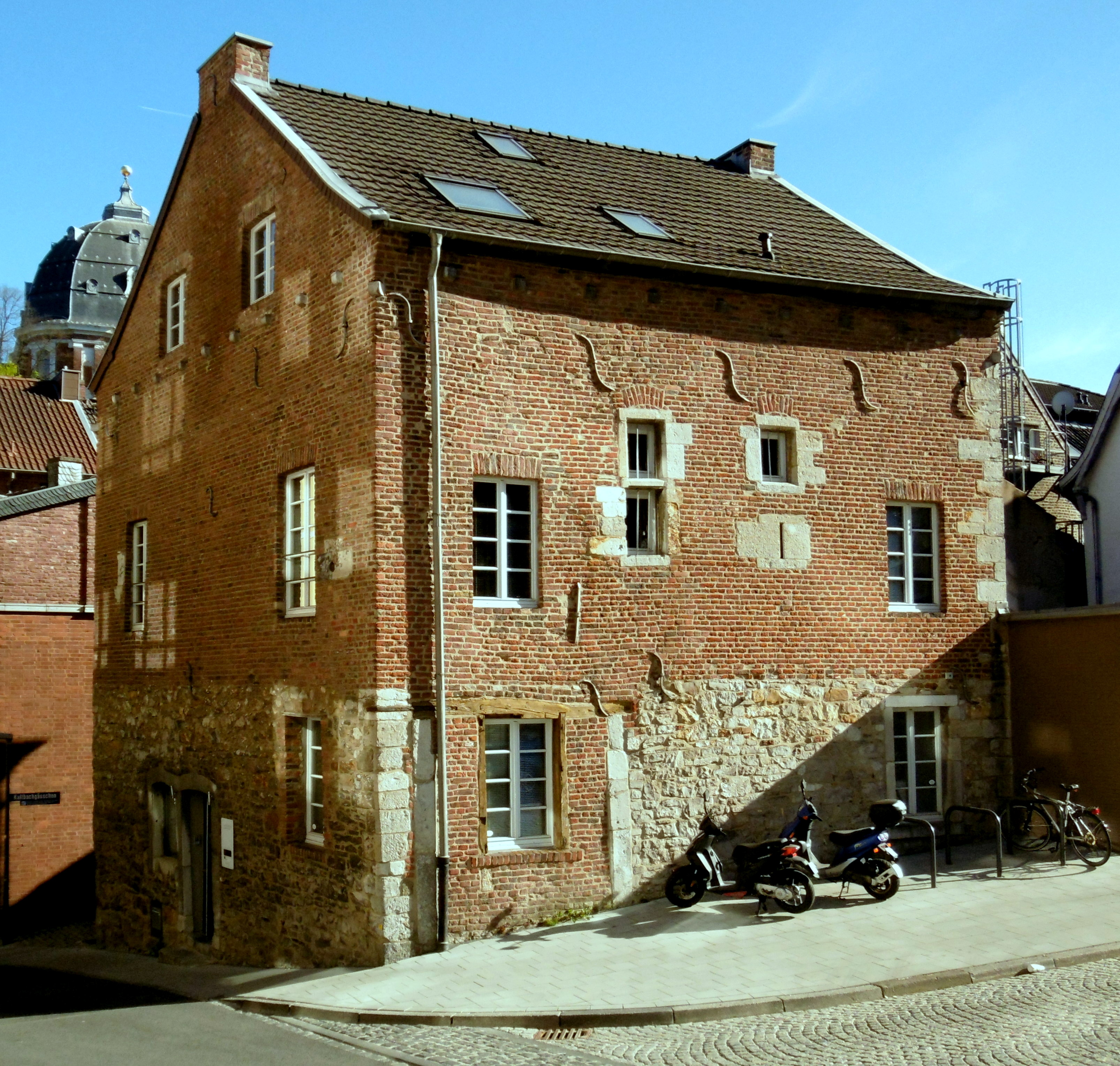
„Haus Verkensloch“, Bj. 1490, diente zur Verteidigung, bot Schutz vor Pest und Cholera und war Produktionsstätte für eine Tuchfärberei.

Etwa ab dem Zeitraum des Erhalts der Stadtrechte markierte die Wurm die Grenze zwischen Burtscheid und der benachbarten Freien Reichsstadt Aachen sowie zwischen dem Bistum Lüttich und dem Erzbistum Köln. In der Zeit der Aachener Religionsunruhen flohen viele zum Protestantismus konvertierte Familien wie beispielsweise Pastor, Peltzer und Amya aus dem letztendlich katholisch dominierten Aachen und ließen sich unter anderem in Burtscheid nieder. Besonders diese Familien, die in Burtscheid Zuflucht gefunden hatten, gründeten zahlreiche Mühlen, Hammerwerke, Färbereien, Schleifereien, Tuchmanufakturen und sonstige Fabriken und nutzten dabei das Wasser der Wurm und ihrer Zuläufe als Antriebskraft für ihre Mahlwerke.
Trotz des Einspruchs des Aachener Rates wurde 1779 von der Äbtissin auf Krugenofen das Glücksspiel eingeführt, weshalb die Verlängerung der Straße Krugenofen heute Kasinostraße heißt.
Im Dezember 1792 fand die erstmalige Besetzung Burtscheids durch französische Truppen statt. Die Besatzer stellten einen Freiheitsbaum auf und zweckentfremdeten die Abteikirche als Versuchsanstalt zur Herstellung von Heißluftballons. Ab dem 30. Juni 1802 wurde Burtscheid Mairie und Hauptort des Kantons Burtscheid im Département de la Roer. Im August desselben Jahres lösten die Franzosen den Klosterkonvent auf, vertrieben die Nonnen und säkularisierten den Klosterbesitz. Das Abteigebäude diente nun für Wohnungen, Schule und Verwaltung.

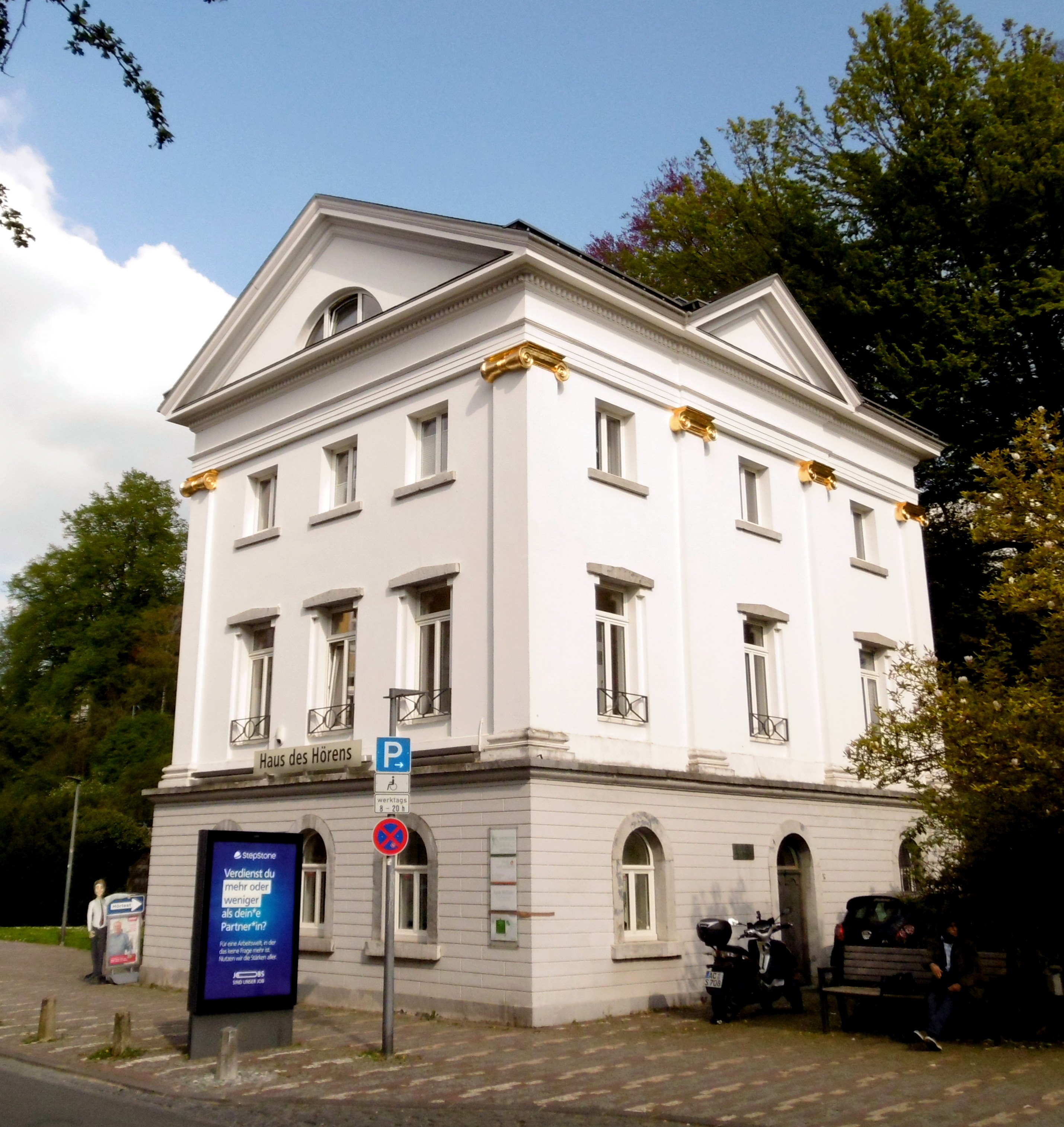
Ehem. Rathaus Burtscheid, früher Neubad

In der sich ab 1815 anschließenden Preußenzeit wurde ein Jahr später der ehemalige Kanton Burtscheid mit dem bisherigen Kanton Eschweiler zum neuen Landkreis Aachen zusammengelegt und Burtscheid zum neuen Verwaltungssitz bestimmt. Noch heute befindet sich in dem renovierten und erweiterten Gebäudekomplex der Sitz der Städteregion Aachen als Nachfolgeorganisation des ehemaligen Kreises Aachen. Diese Zusammenführung fand auch ihren Ausdruck in dem neuen Wappen, das sich aus dem Burtscheider Wappen mit dem Schwan im Hirschgeweih und dem Jülicher Löwen des Eschweiler Wappens zusammensetzt. Die Stadt Burtscheid selbst, in der bereits etwa 11.000 Einwohner lebten, von denen circa 11 % evangelisch waren, wurde von einer Bürgermeisterei verwaltet, der seinen Sitz im 1823 erbauten Alten Rathauses hatte. Von den amtierenden Bürgermeistern sind belegt und bekannt:
- von 1829 bis 1834: Barto von Löwenigh
- von 1850 bis 1862: Christian Wilhelm Kropp
- von 1862 bis 1872: Johann Peter Wilhelm Klausener
- von 1872 bis zur Eingliederung nach Aachen im Jahr 1896: Karl Middeldorf

In Burtscheid florierte besonders der handwerkliche Mittelstand bestehend unter anderem aus Tuch-, Hirschleder- und Kaschmirfabriken, dann Streich- und Kammgarnspinnereien, mechanischen Webereien, Färbereien, einer Filztuchfabrik, Fabriken für Nadeln, Kratzen, Maschinen, Geldschränken und Chemikalien, einer Eisengießerei, Farbholzmühlen sowie einer Bierbrauerei und Branntweinbrennerei. Sie schlossen sich 1833 mit Aachen zur gemeinsamen Handelskammer für die Städte Aachen und Burtscheid, der späteren Industrie- und Handelskammer Aachen, zusammen.
Im gleichen Zeitraum erlebten die Kur- und Badeanlagen regen Zulauf, neue Kureinrichtungen wurden ebenso wie neue Krankenhäuser erbaut und Burtscheid entwickelte sich dank seiner heißen Quellen zu dem bis heute anerkannten Kurort vor allem für Erkrankungen des rheumatischen Formenkreises. In den Jahren 1831/32, 1849 und 1866 kam es dabei sowohl zu mehreren Choleraepidemien als auch im gleichen Zeitraum zu merkwürdigen Fällen von Wechselfieber, auch „Burtscheider Krankheit“ genannt. Aus diesem Grund wurde 1832 der Cholerafriedhof, der heutige Waldfriedhof, errichtet, der dann später zum Ehrenfriedhof für die Gefallenen der beiden Weltkriege ausgebaut wurde. Innerhalb dieses Areals ließen Aachener Bürger den 1907 eingeweihten Bismarckturm zu Gedenken an den „Eisernen Kanzler“ errichten. 

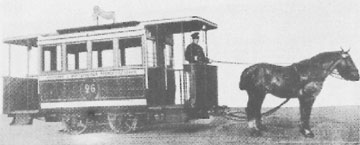
Aachen-Burtscheider Pferdebahn

Zwischen 1838 und 1840 wurde der Burtscheider Viadukt erbaut und am 1. September 1840 die Eisenbahnstrecke Köln-Aachen-Belgien der Rheinischen Eisenbahn-Gesellschaft, die über den Viadukt zum 1841 erbauten und gemeinsam genutzten Aachener Hauptbahnhof verläuft, eröffnet. Darüber hinaus verkehrte zwischen den Städten Aachen und Burtscheid eine erste Pferdebahn und eine Kanalisation sowie die Gas- und Wasserleitungen waren im Verbund mit der Stadt Aachen neu angelegt worden.

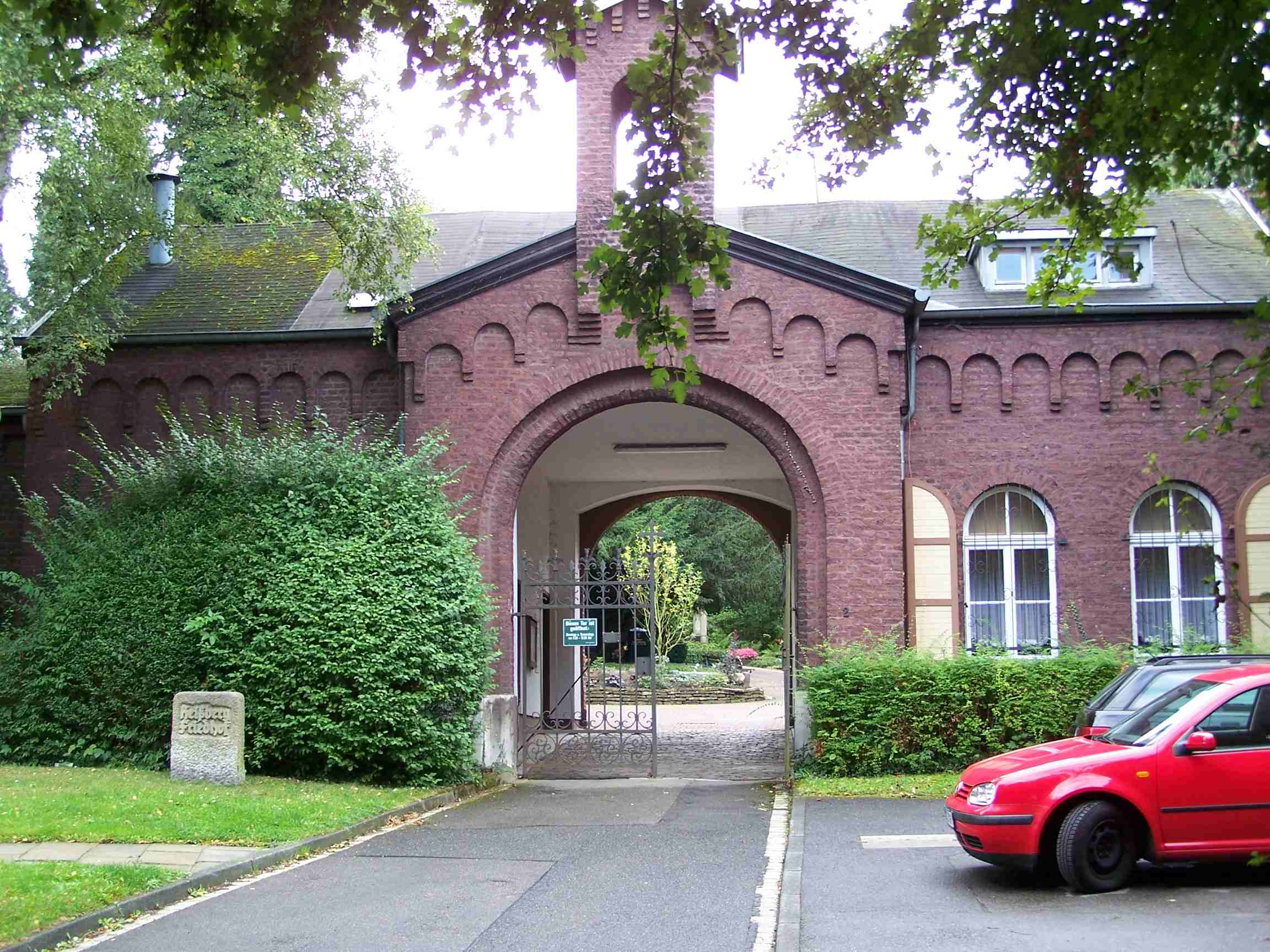
Eingang Heißbergfriedhof

Das Gelände am Heißberg wurde am 23. Oktober 1851 von der Gemeinde zur Gründung eines neuen Stadtfriedhofs erworben. Ein Jahr später erfolgte der Beschluss eine Umfassungsmauer zu errichten, die von den Bauunternehmern B. Klausener & Rhoen ausgeführt wurde. 1862 wurde der Heißbergfriedhof für beide Konfessionen eröffnet und im Gegenzug die Kirchhöfe von St. Johann und St. Michael geschlossen. Auf dem Heißbergfriedhof errichtete man zusätzlich Kriegerdenkmäler für die Gefallenen des Deutschen Krieges 1866 und des Deutsch-Französischen Krieges 1870/71.
Bereits am 1. April 1853 führte eine Bürgerinitiative der beiden katholischen Pfarren zur Gründung des Marienhospitals Aachen auf dem Areal der Abtei Burtscheid.
Im Jahr 1874 erhielt die Aktiengesellschaft Frankenberg die Konzession zur Erschließung des Frankenberger Viertels rund um die Burg Frankenberg und damit zu Burtscheid gehörend, die bis in den Ersten Weltkrieg hinein andauerte. Daraus resultierten zahlreiche Wohnhäuser, deren Fassaden während der Gründerzeit in einem historistischen Stil (Neoklassizismus, Neorenaissance, Neobarock, Neogotik oder Mischformen), danach in einem nichthistoristischen Phantasiestil oder den Formen des Jugendstils sowie schließlich in strengen Formen erstellt wurden. Allein im Bereich des Gebiets der Aktiengesellschaft Frankenberg sind derzeit mehr als 250 Baudenkmäler ausgewiesen.
1876 gründete sich der katholische Burtscheider Bürgerverein als Bürgerinitiative gegen die Kulturkampfgesetze Bismarcks.
Im Jahr 1895 wurde der auf Betreiben der Königlichen Eisenbahndirektion Köln angelegte Moltkebahnhof in Betrieb genommen, der, auf halber Strecke zwischen dem Burtscheider Viadukt und der Burg Frankenberg gelegen, als ausschließlicher Güterbahnhof dem gestiegenen Gütertransport Rechnung tragen sollte. Nach 1986 wurde er stillgelegt und dient heute als Lagerfläche für ein Bauunternehmen und als Wildnispark.
Schließlich wurde nach jahrelangen und zähen Verhandlungen am 28. Januar 1896, wenige Monate vor dem Amtsende des Aachener Oberbürgermeisters Ludwig Pelzer, der Vertrag über die Eingemeindung Burtscheids, das mittlerweile sowohl wirtschaftlich als auch räumlich mit der Stadt Aachen zusammengewachsen war, von der Stadtverwaltung und von der königlichen Staatsregierung beschlossen und genehmigt. Das daraus resultierende Gesetz wurde daraufhin am 24. Dezember 1896 von Pelzers Nachfolger, dem Oberbürgermeister Philipp Veltman, und dem seit 1873 amtierenden letzten Burtscheider Bürgermeister Karl Middeldorf unterzeichnet und vom König Wilhelm II. am 29. März 1897 gegengezeichnet. Burtscheid bildet eine der Gemarkungen Aachens. Mit der Gebietsreform in Nordrhein-Westfalen durch das Aachen-Gesetz wurde Burtscheid 1972 dem Stadtbezirk Aachen-Mitte zugeordnet.
Ab 1943 befand sich im Ort ein Arbeitserziehungslager (AEL), in dem unter KZ-Bedingungen Arbeitskräfte von ansässigen Firmen zur Zwangsarbeit ausgebeutet wurden.
Am 11. April 1944 fand der schwerste Luftangriff auf Aachen während des Zweiten Weltkrieges mit Schwerpunkt auf Burtscheid statt. Innerhalb von 21 Minuten warfen dabei ca. 350 Flugzeuge 19 Minen, 4.047 Spreng-, 34.200 Brand- und 8.685 Phosphorbomben im gesamten Aachener Stadtgebiet ab und töteten dabei 1.525 Menschen. Auch ein Großteil von Burtscheid wurde dabei zerstört und die Kirchen St. Johann, St. Michael und Herz Jesu wurden stark beschädigt.

Impressionen
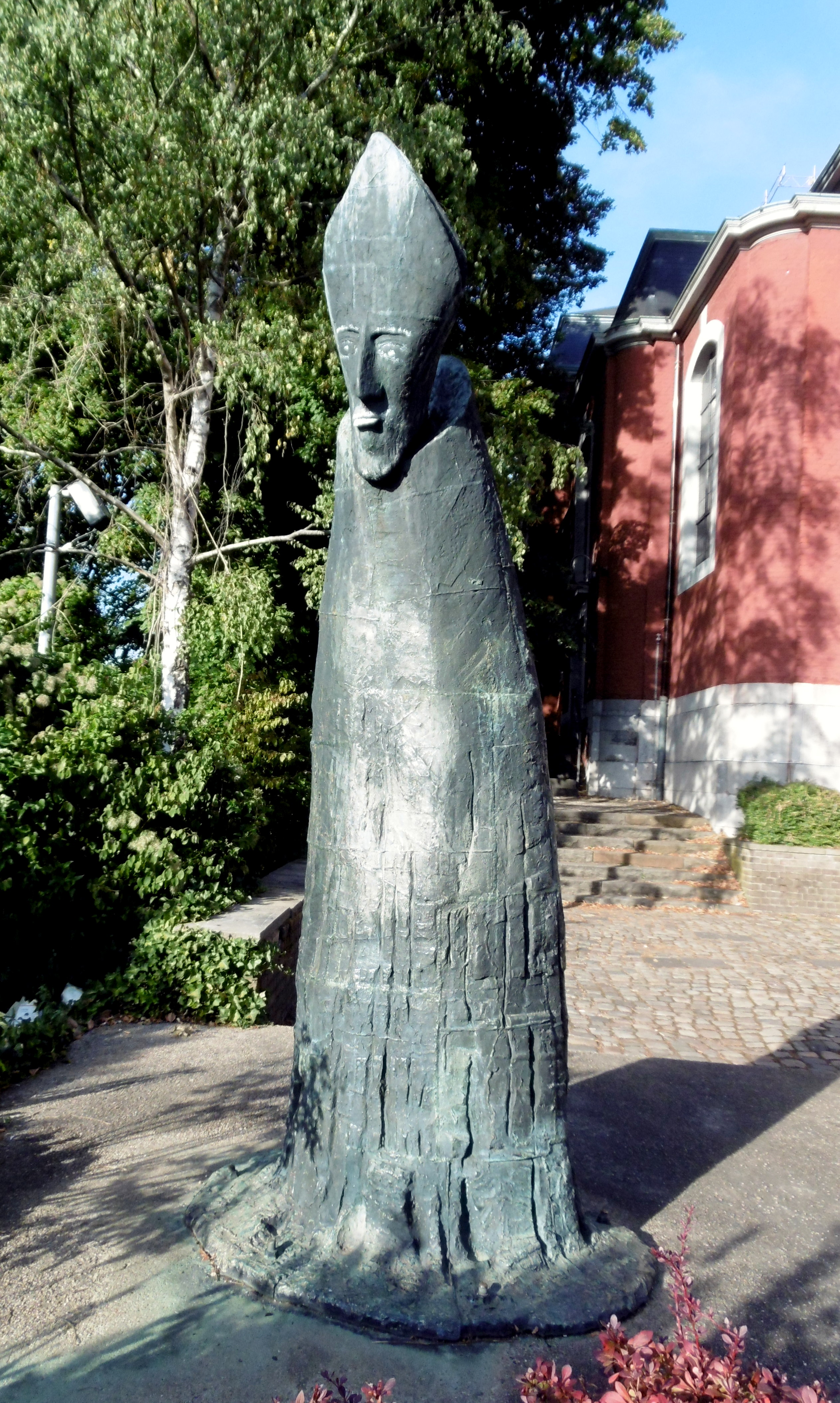
Statue Gregor von Burtscheid
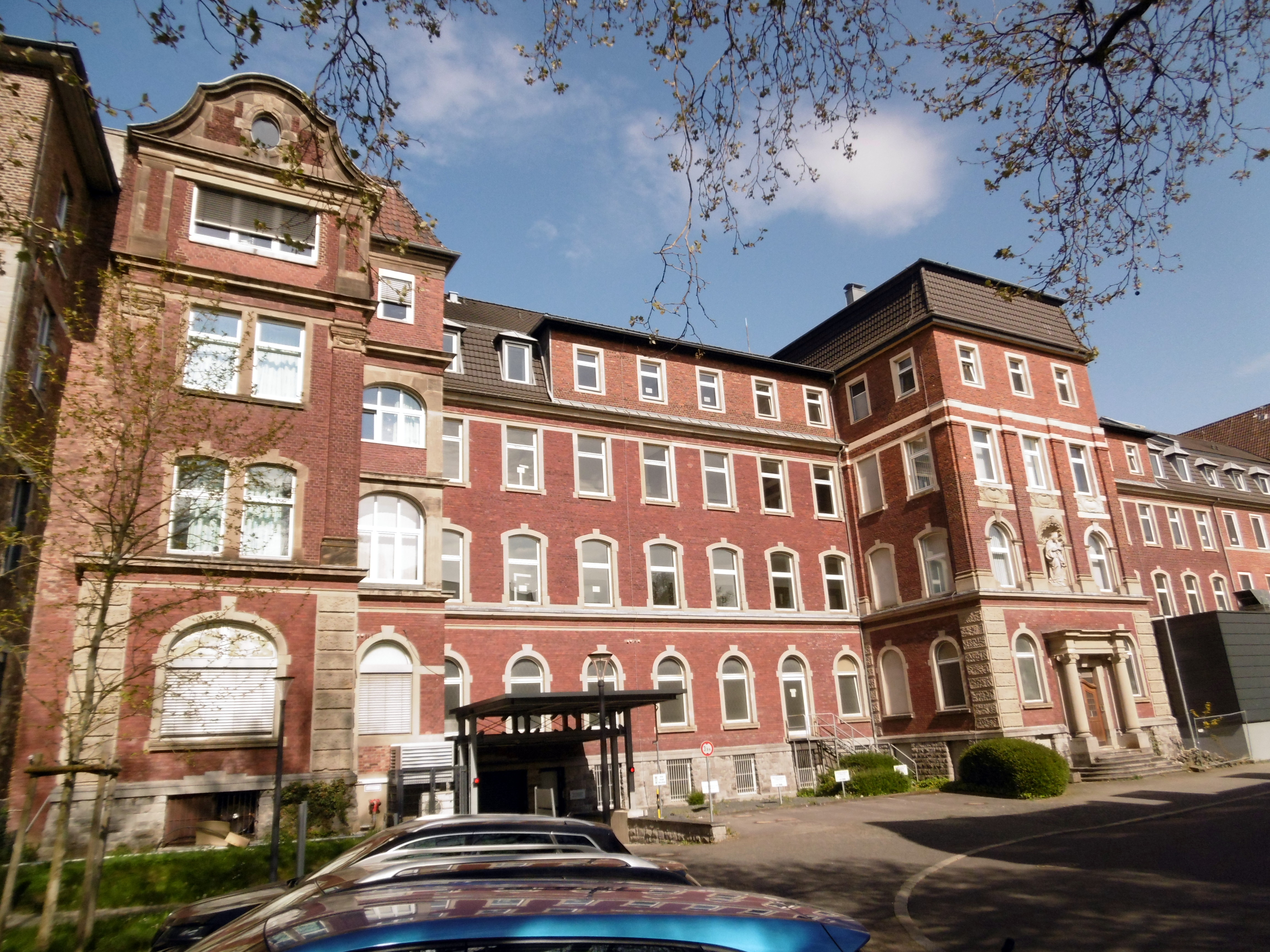
Marienhospital
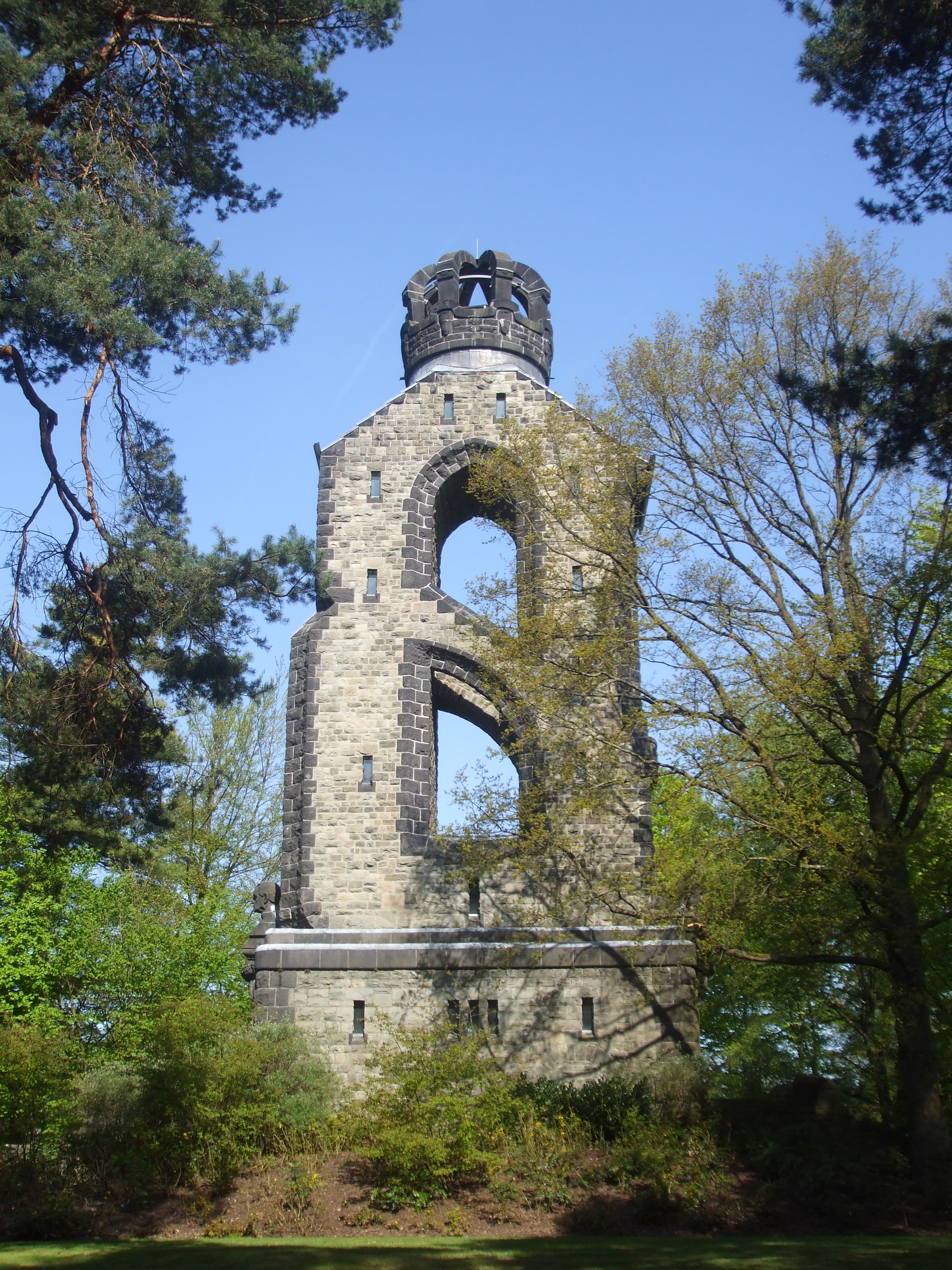
Bismarckturm von 1907
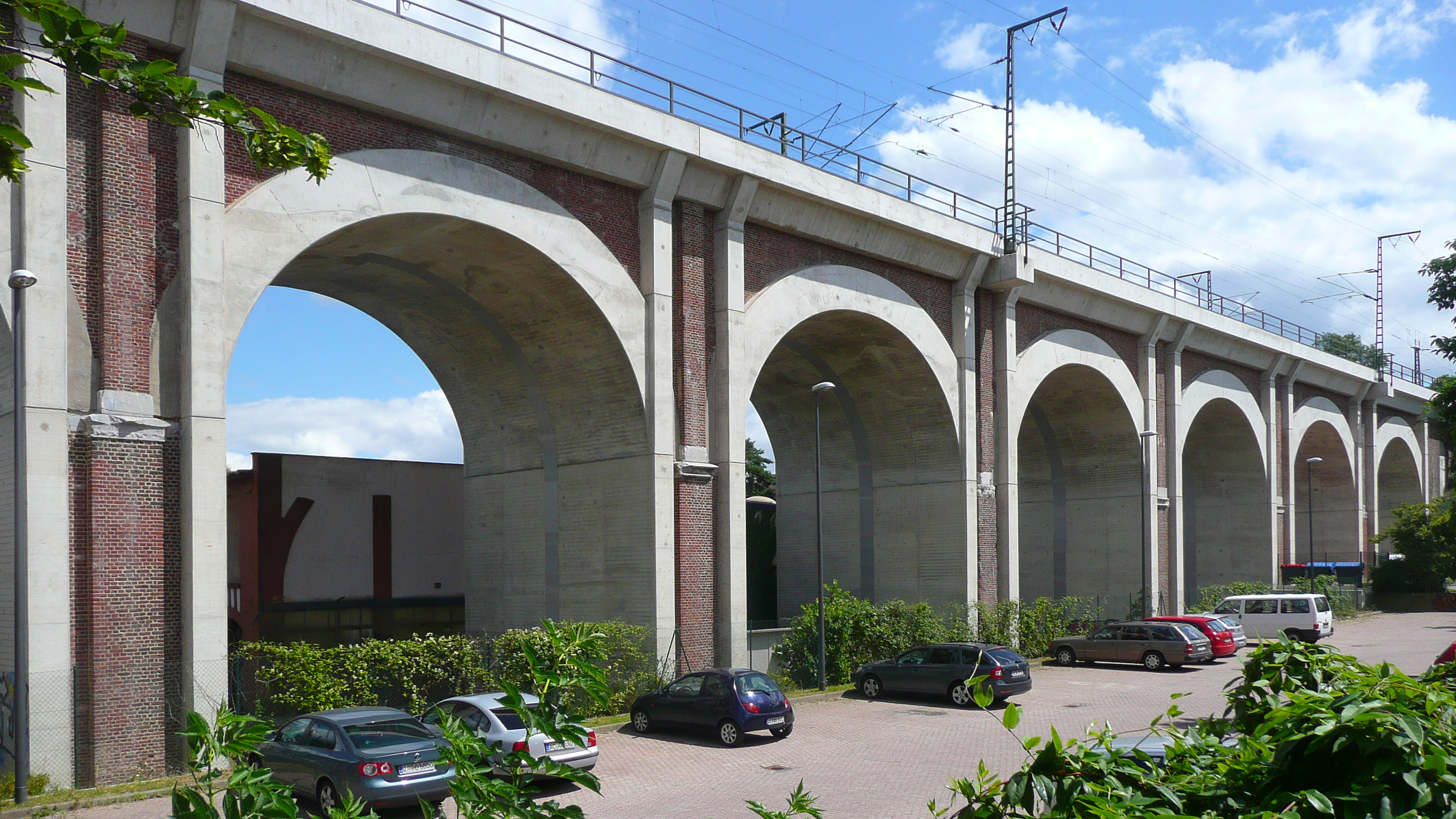
Burtscheider Viadukt
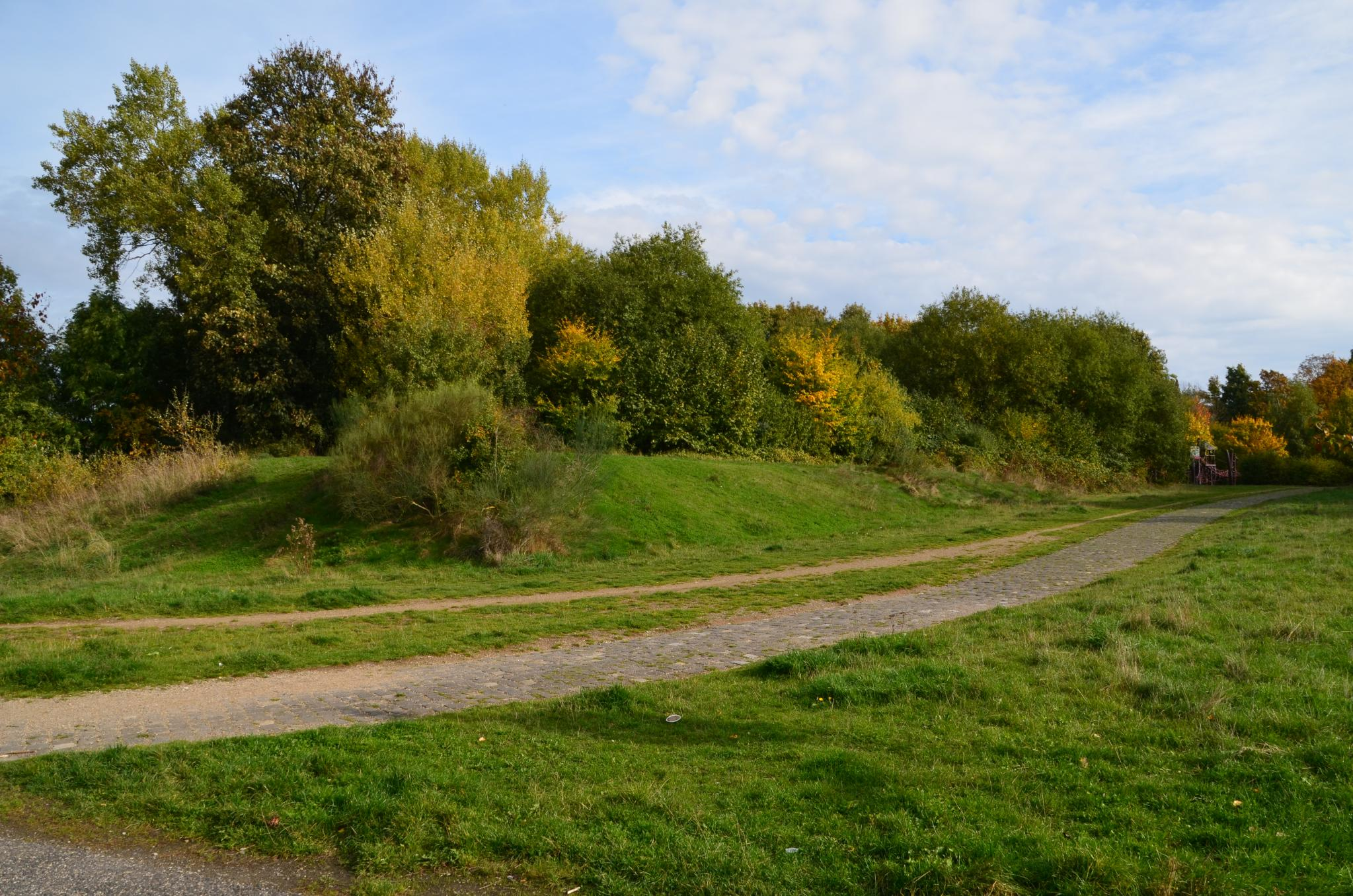
Bürgerpark ehem. Moltkebahnhof

## Religion

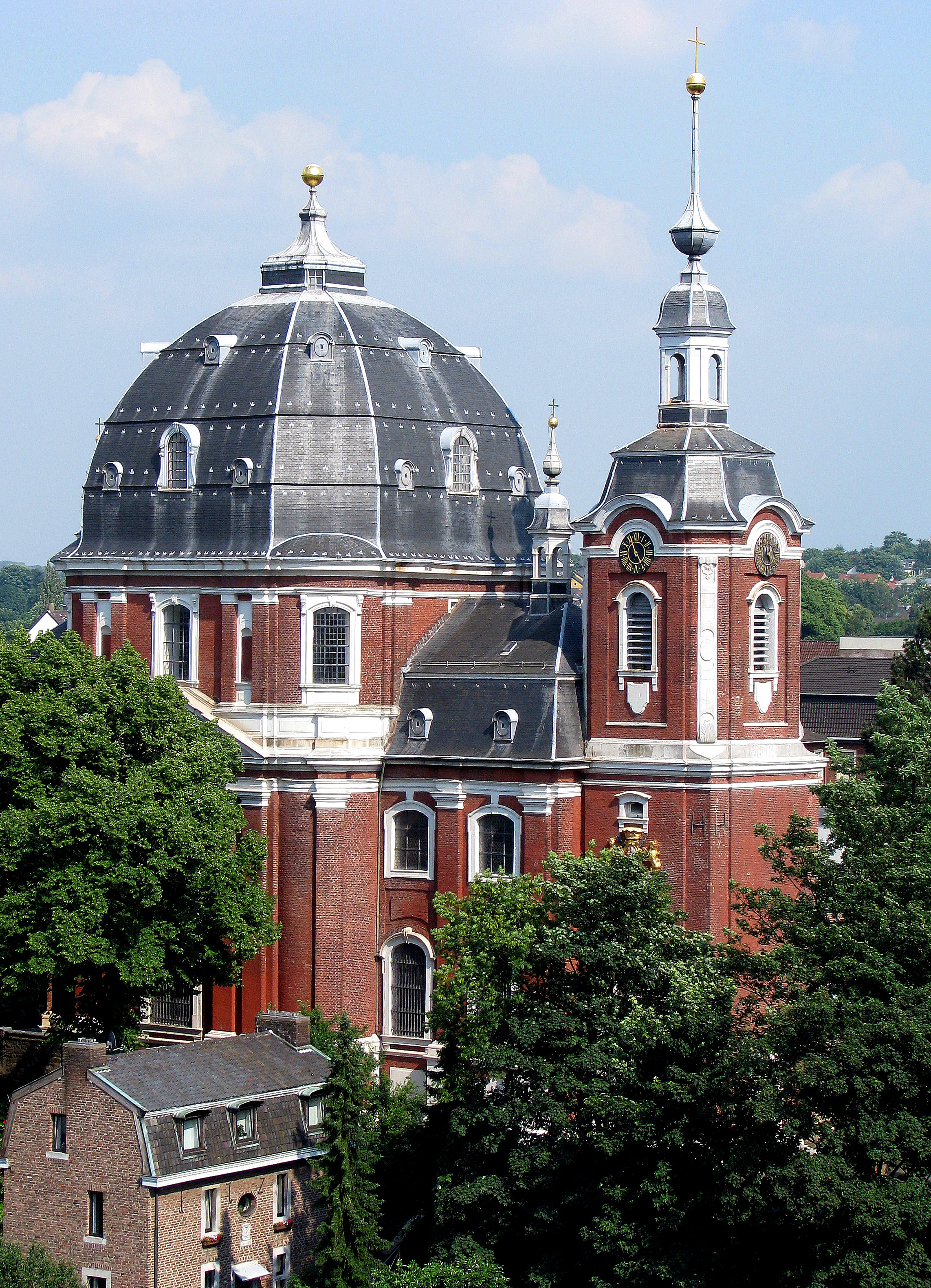
Abteikirche St. Johann

In Burtscheid war ab Ende des 10. Jahrhunderts mit der Gründung der Reichsabtei Burtscheid die katholische Religion vorherrschend. Im Jahr 1040 übertrug Kaiser Heinrich III. den im Ort lebenden Gläubigen, die bis dahin dem Pfarrsprengel des Aachener Marienstiftes angehörten, die Reichsabtei mit der Abteikirche St. Johann. Nach der Säkularisation der Abtei wurde diese als Pfarrkirche beibehalten und ist heute (2024) Teil der Gemeinschaft der Gemeinden Aachen-Burtscheid.
Zu Beginn des 13. Jahrhunderts wurde gleich neben der dieser eine Leutkirche erbaut, die für den Laiengottesdienst vorgesehen war und unter dem Patrozinium St. Michael gestellt wurde. Nach der Säkularisation wurde St. Michael am 1. März 1804 zur Kantonalpfarre mit 17 Hilfspfarren und der Burtscheider Pfarrer erhielt den Titel Oberpfarrer. St. Michael ist weiterhin Pfarrkirche in der GdG Aachen-Burtscheid.
Burtscheid galt bereits in frühesten Jahren als religiös tolerant und war im Gegensatz zur Reichsstadt Aachen, wo die katholische Religion vom Kaiser angeordnet war, offen für die Ausbreitung der evangelischen Religion ab dem frühen 16. Jahrhundert.
In der Zeit der Aachener Religionsunruhen flohen viele zum Protestantismus konvertierte Familien wie beispielsweise Pastor, Peltzer und Amya aus dem letztendlich katholisch dominierten Aachen und ließen sich im Ort nieder. Diese Neubürger legten um 1634 den Grundstein zu einem ersten protestantischen Gotteshaus an der Hauptstraße, das aber nach nur 80 Jahren im Jahre 1714 auf kaiserliche Anordnung hin wieder abgerissen wurde. Erst im Jahr 1804 wurde eine neue, reformierte Kirche an gleicher Stelle geweiht. Nachdem diese auch wegen der Gebietserweiterung um das Frankenberger Viertel zu wenig Platz bot, erhielten die Burtscheider mit der 1899 eröffneten und eingeweihten Dreifaltigkeitskirche eine evangelische Pfarrkirche. Seit 2015 dient sie als Jugendkirche der Evangelischen Kirchengemeinde Aachen, die zum Kirchenkreis Aachen der Evangelischen Kirche im Rheinland gehört.
Am 27. September 1903 fand die Einweihung der Marienkapelle Burtscheid statt, die auf dem Gelände einer alten hölzernen Kapelle aus dem Jahr 1644 als neuromanischer achteckiger Zentralbau, mit doppelgeschossigem Umgang und Treppentürmchen zu beiden Seiten des Eingangs erbaut worden war. Die alte Holzkapelle war 1693 durch einen ersten Steinbau ersetzt und in den Jahren 1811/12 erweitert worden.
Am 5. Juni 1910 wurde am Ende der Victoriaallee im neu erschlossenen Frankenberger Viertel die Herz-Jesu-Kirche (umgangssprachlich: Frankenberger Dom) nach zweijähriger Bauzeit als eine der wenigen neoromanischen Werksteinbasiliken im Erzbistum Köln nach Entwürfen von Josef Kleesattel errichtet. Das Mosaik über dem Altar zählt nach dem im Aachener Dom zu den größten im Bistum Aachen.
Im 20. Jahrhundert kamen bedingt durch starken Zuzug und Erschließung neuer Ortsareale die 1967 erbaute Pfarrkirche St. Gregorius mit integriertem Kolumbarium im benachbarten Stadtviertel Steinebrück und das 1970 errichtete Gemeindezentrum St. Aposteln auf der Beverau zur GdG Aachen-Burtscheid hinzu.

Impressionen
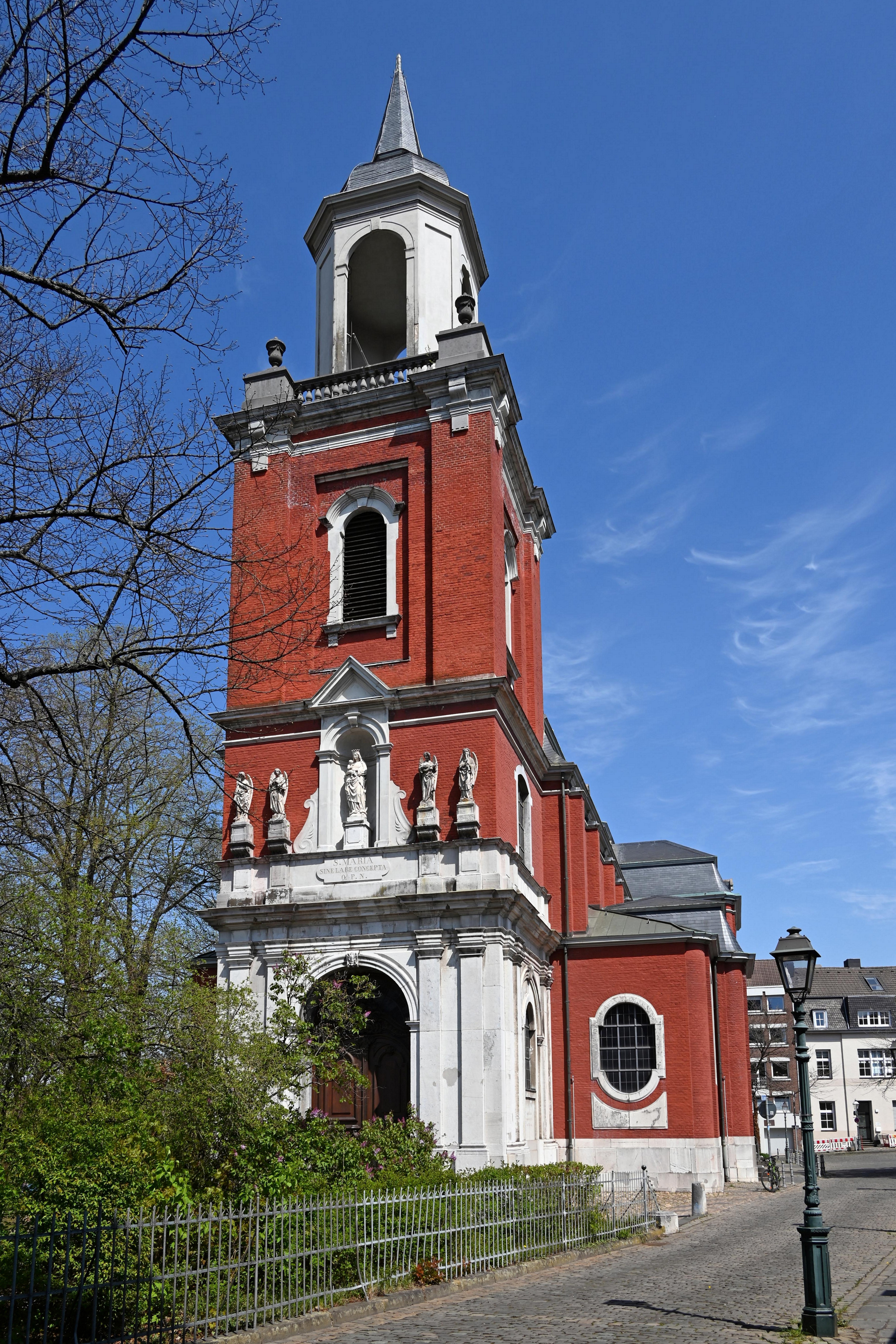
Leutkirche St. Michael
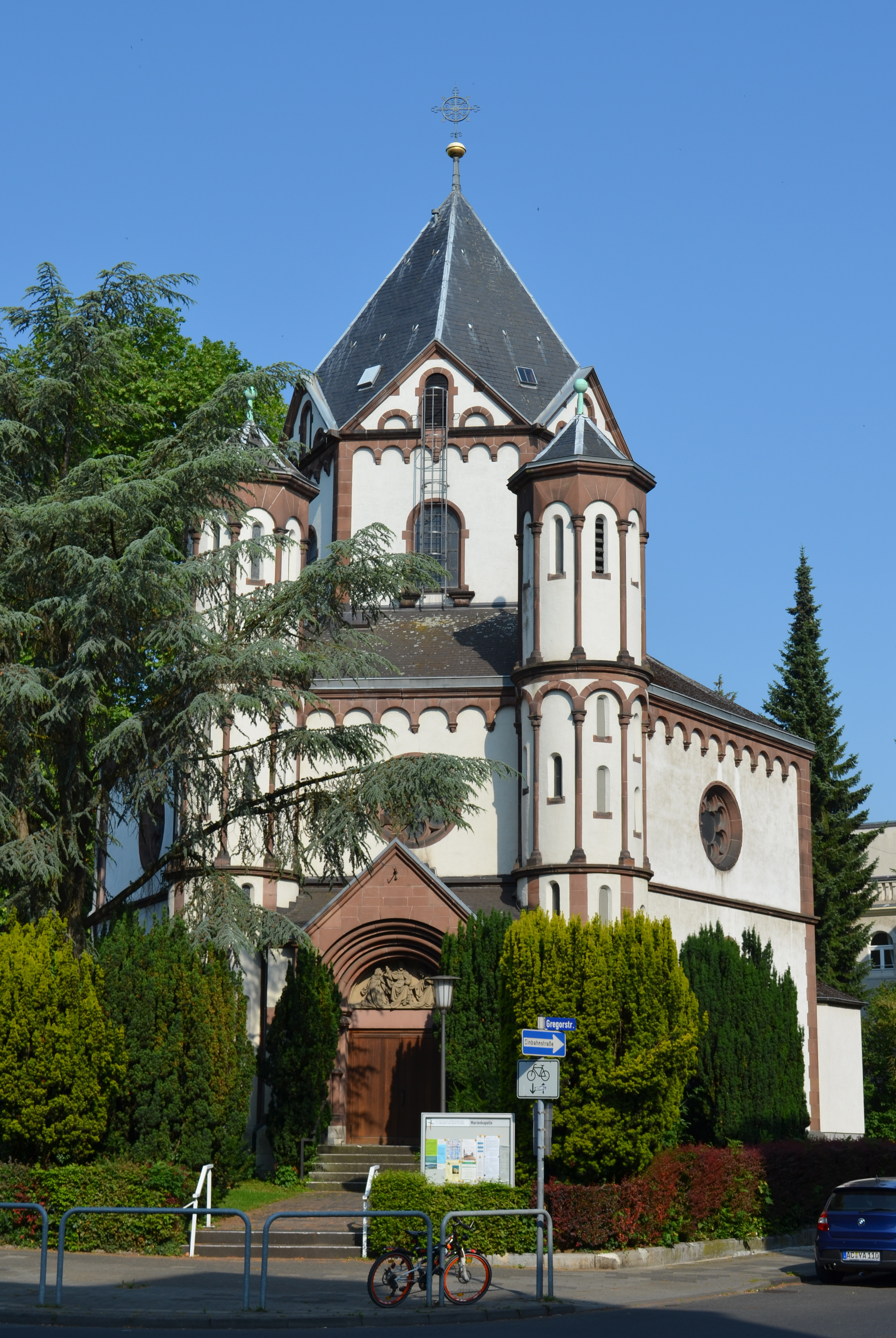
Marienkapelle
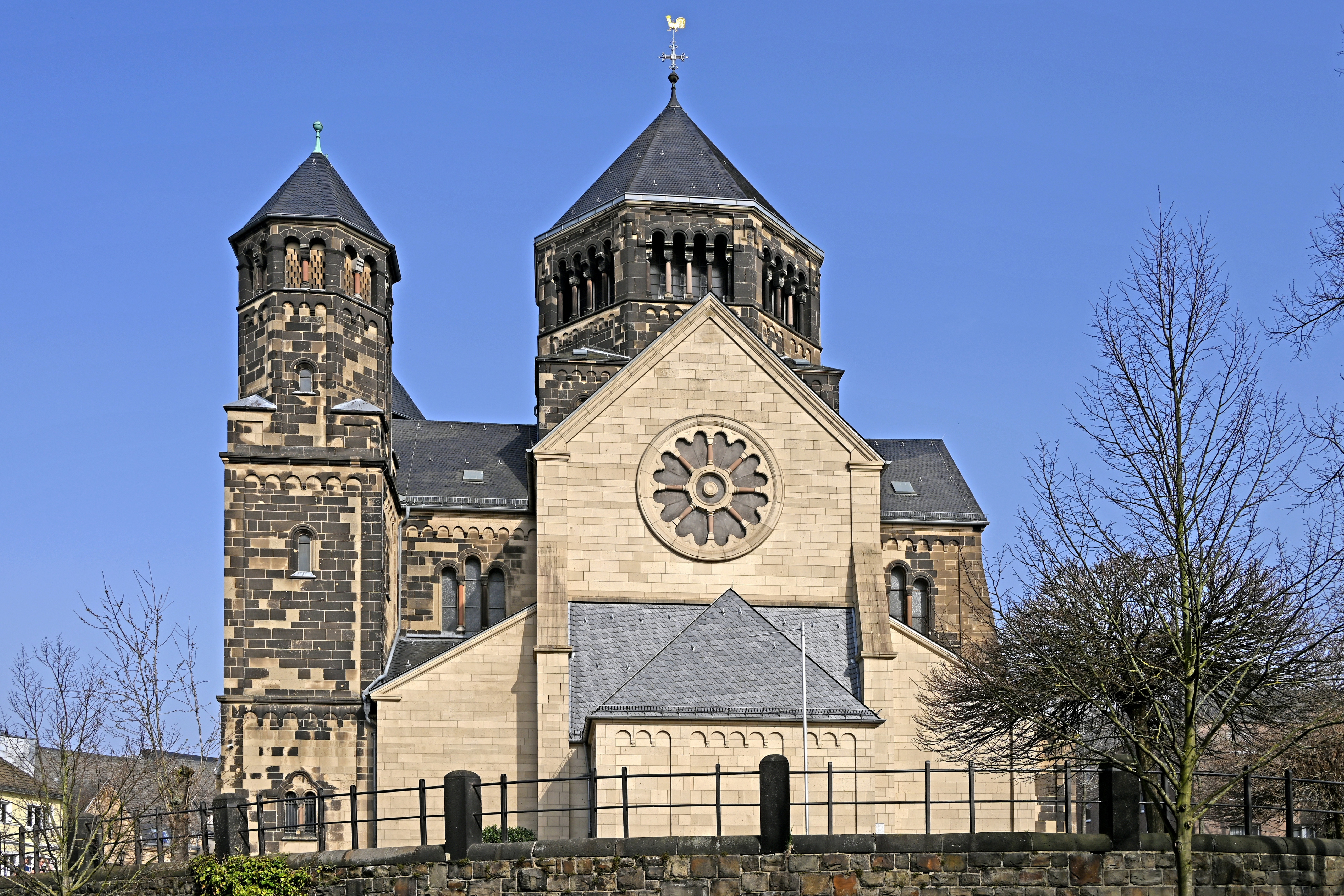
Herz-Jesu-Kirche, Frankenberg
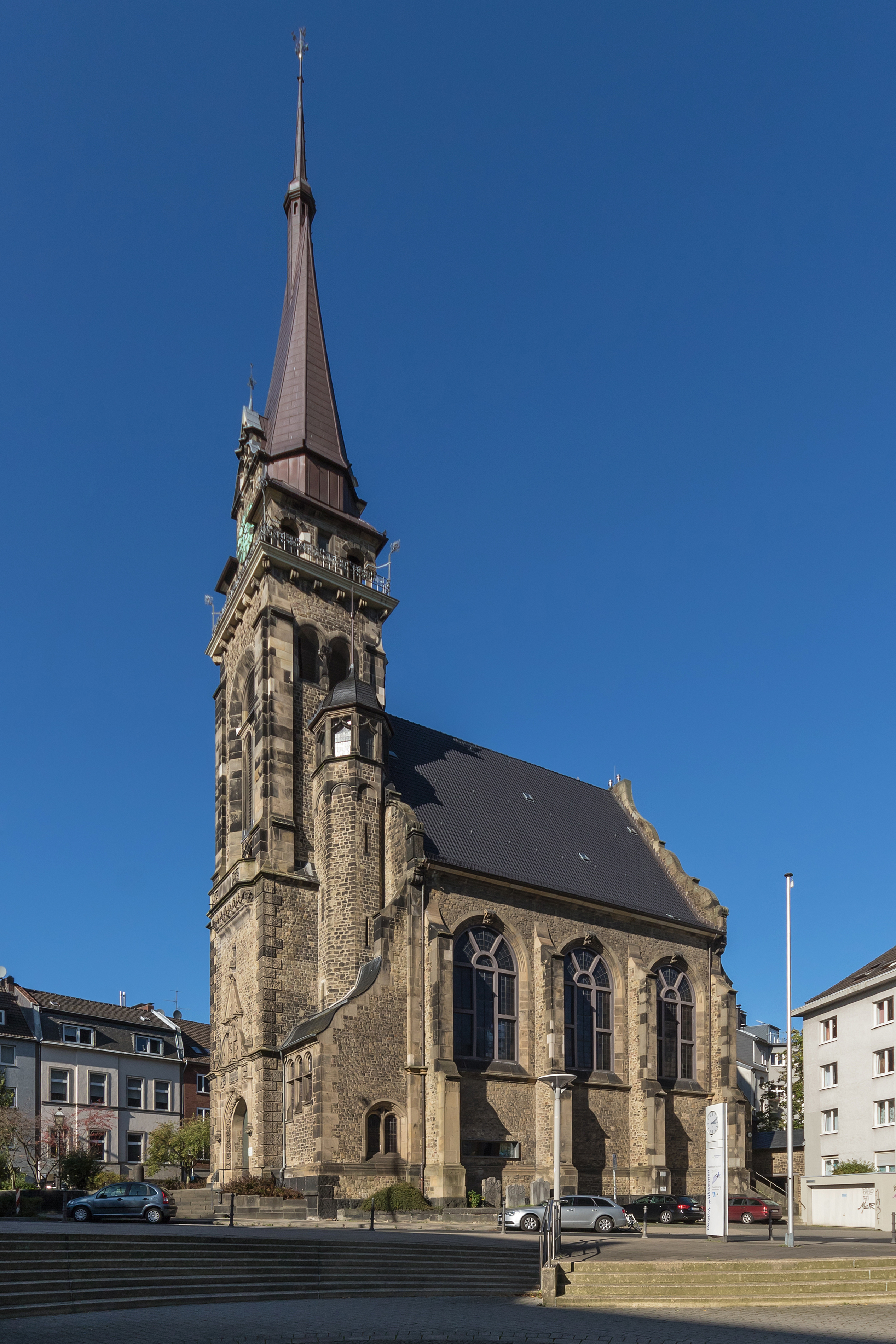
ev. Dreifaltigkeits-Kirche

## Kurwesen

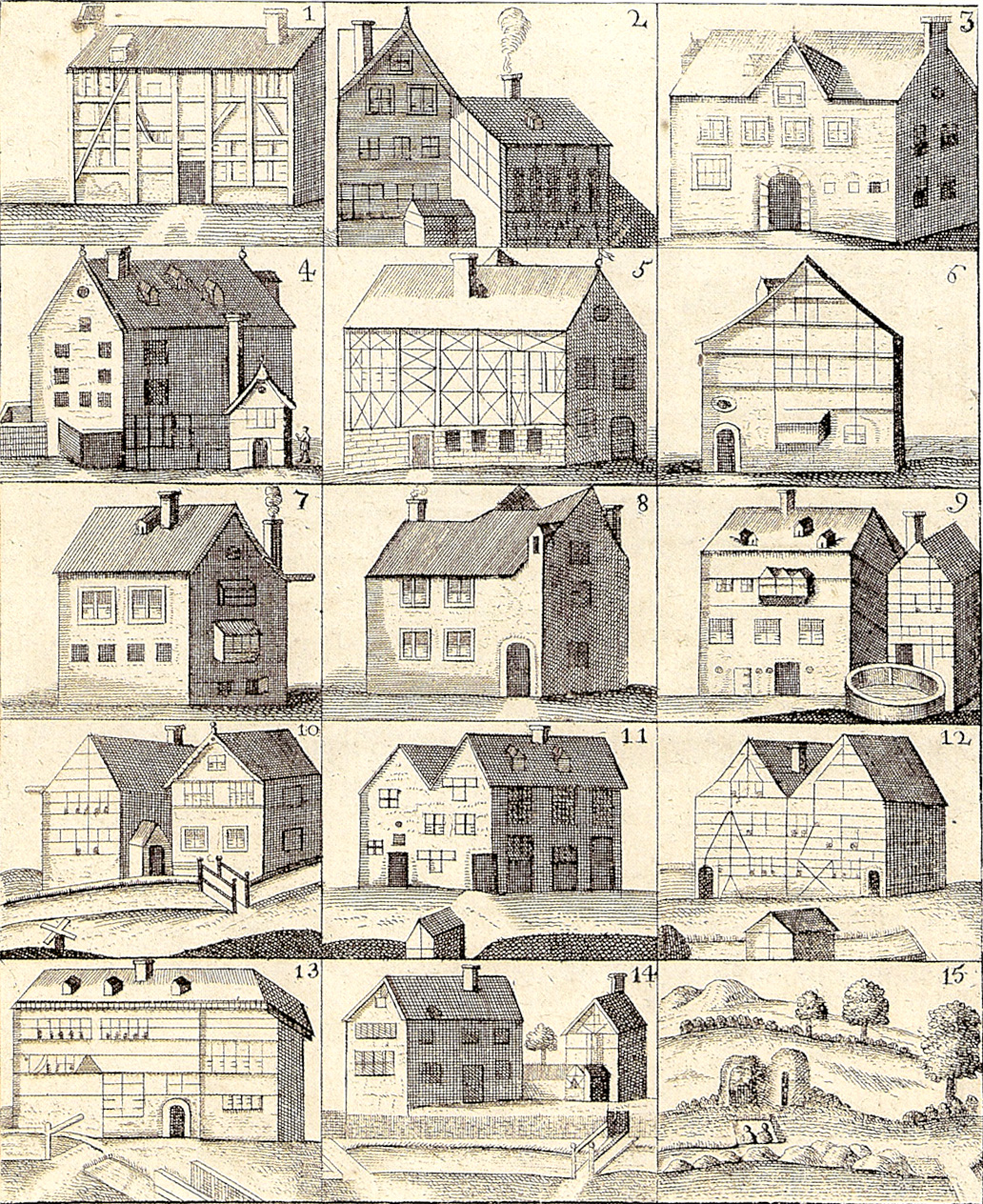
Kupferstich der Burtscheider Bäder nach Blondel, 1688

Ein bedeutender Faktor Burtscheids sind seit den Zeiten der Kelten die Thermalquellen, von denen mehr als 25 mehr oder weniger ergiebige auf Burtscheider Territorium entspringen, darunter mit der Landesbadquelle die heißeste Therme Mitteleuropas mit annähernd 74 Grad. Die Austrittstemperatur des Wassers liegt bei den meisten Quellen zwischen 50 und 70 Grad. Es sind schwefelwasserstoffhaltige bzw. fluoridhaltige Natrium-Chlorid-Hydrogencarbonat-Thermen mit einem pH-Wert von 6,8 bis 7,2.
Diese werden vorzugsweise bei Erkrankungen des Rheumatischen Formenkreises, Gicht, Neuralgien, Lähmungen, Hautkrankheiten, Syphilis sowie zur Rehabilitation nach Operationen und Unfällen innerlich und als Bäder angewendet.
Darüber hinaus sorgen gepflegte Parkanlagen wie der Kurpark Burtscheid, der Ferberpark Burtscheid und der nahe Aachener Wald für ein angenehmes und eine Heilung förderndes Luftklima.
Im Bereich der Quellen wurden mehrere teilweise sehr mondäne Badehäuser errichtet, darunter das Goldmühlen- und Prinzenbad, das Neubad sowie die noch heute bestehende Kurklinik zur Rosenquelle, das Schwertbad und die Rheumaklinik, das ehemalige Landesbad der Landesversicherungsanstalt Rheinprovinz. Für diejenigen Patienten, die auf karitative Unterstützung angewiesen waren, wurde 1835 der Verein zur Unterstützung unbemittelter auswärtiger Brunnen- oder Badebedürftiger an den Mineralquellen zu Aachen und Burtscheid gegründet, der die Betreuung dieser Patienten ermöglichte. Dieser Verein ließ für seine Kurgäste das Krebsbad und das Michaelsbad erbauen.

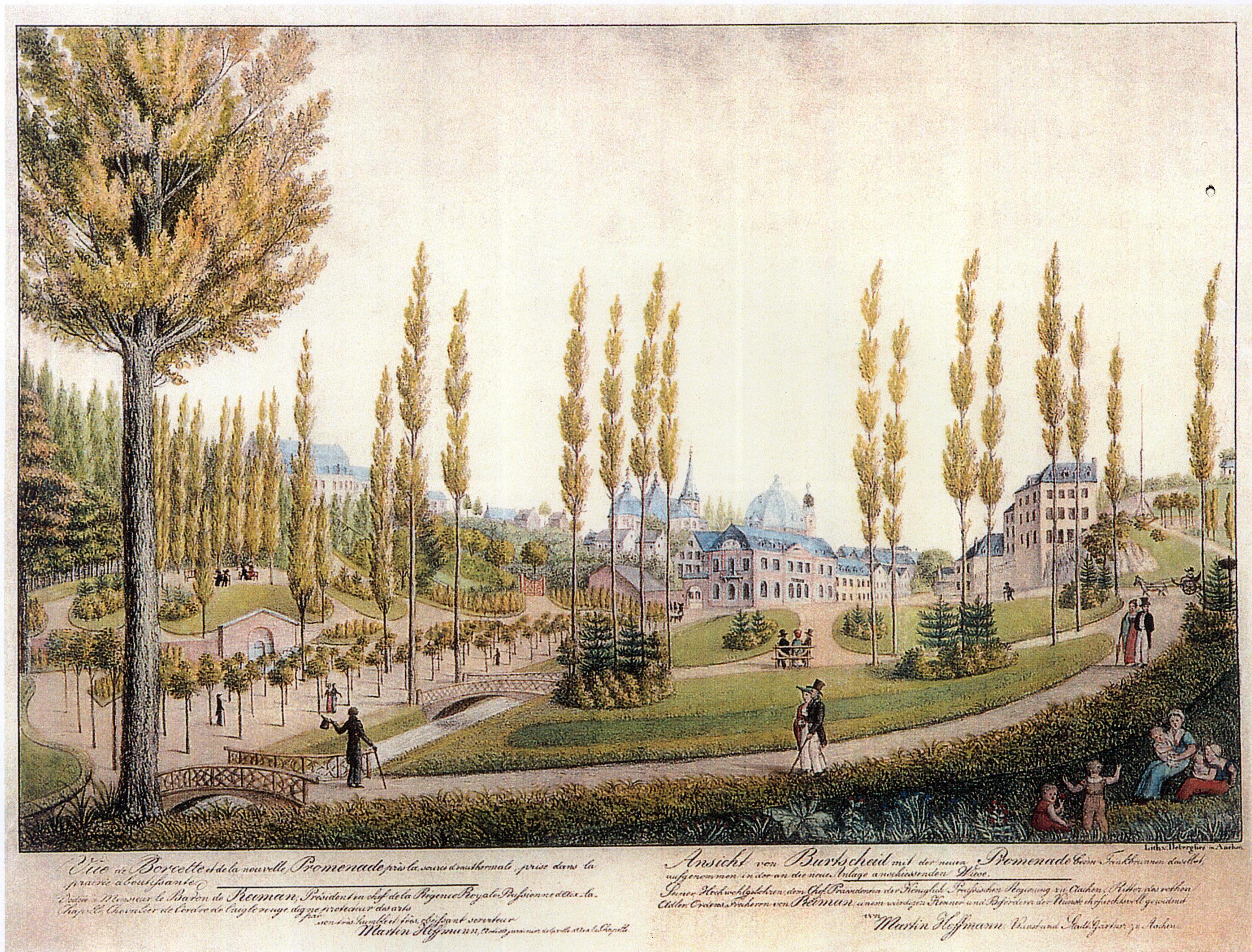
Kurgarten Burtscheid um 1822
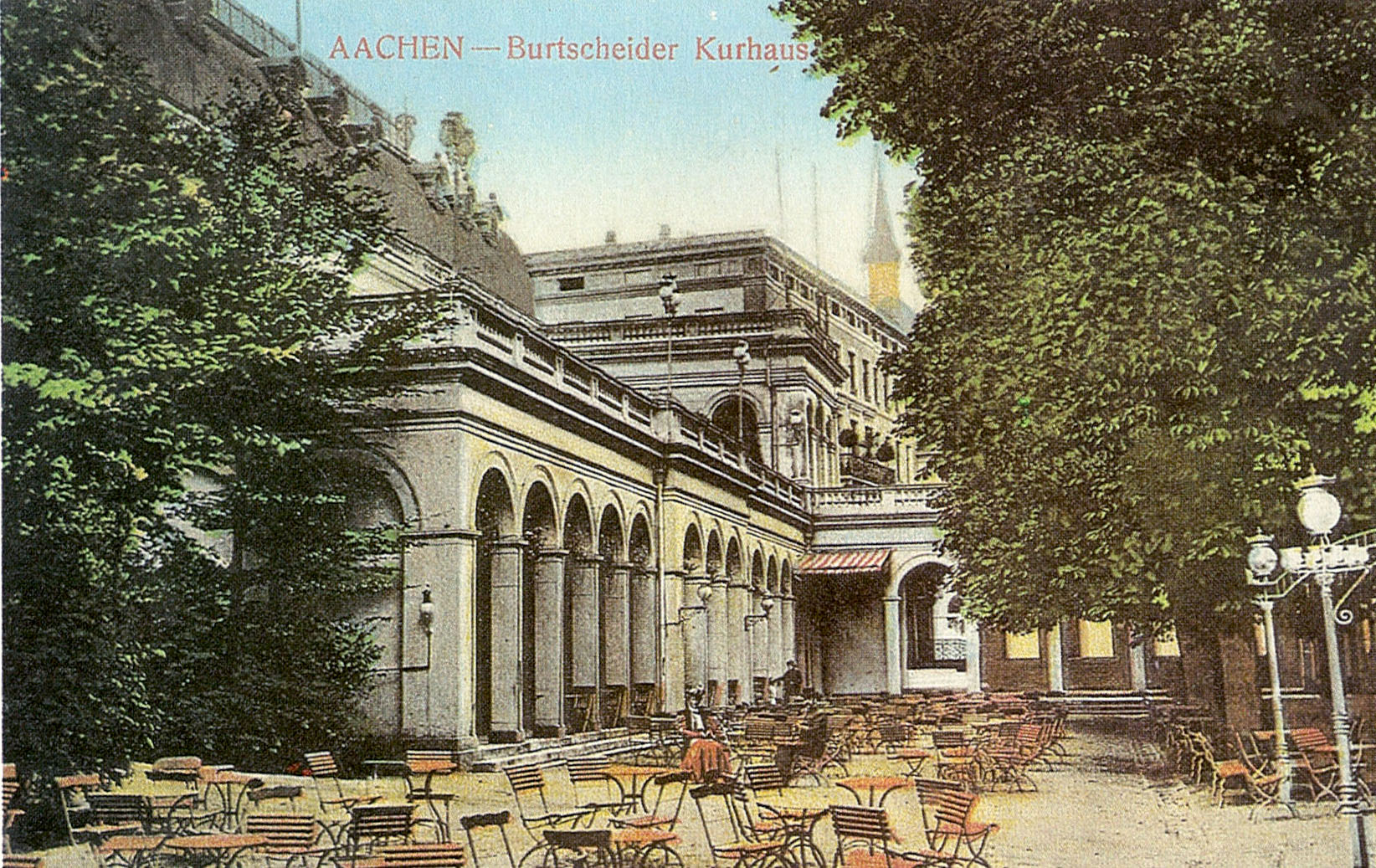
Burtscheider Kurhaus um 1911, erbaut von Eduard Linse
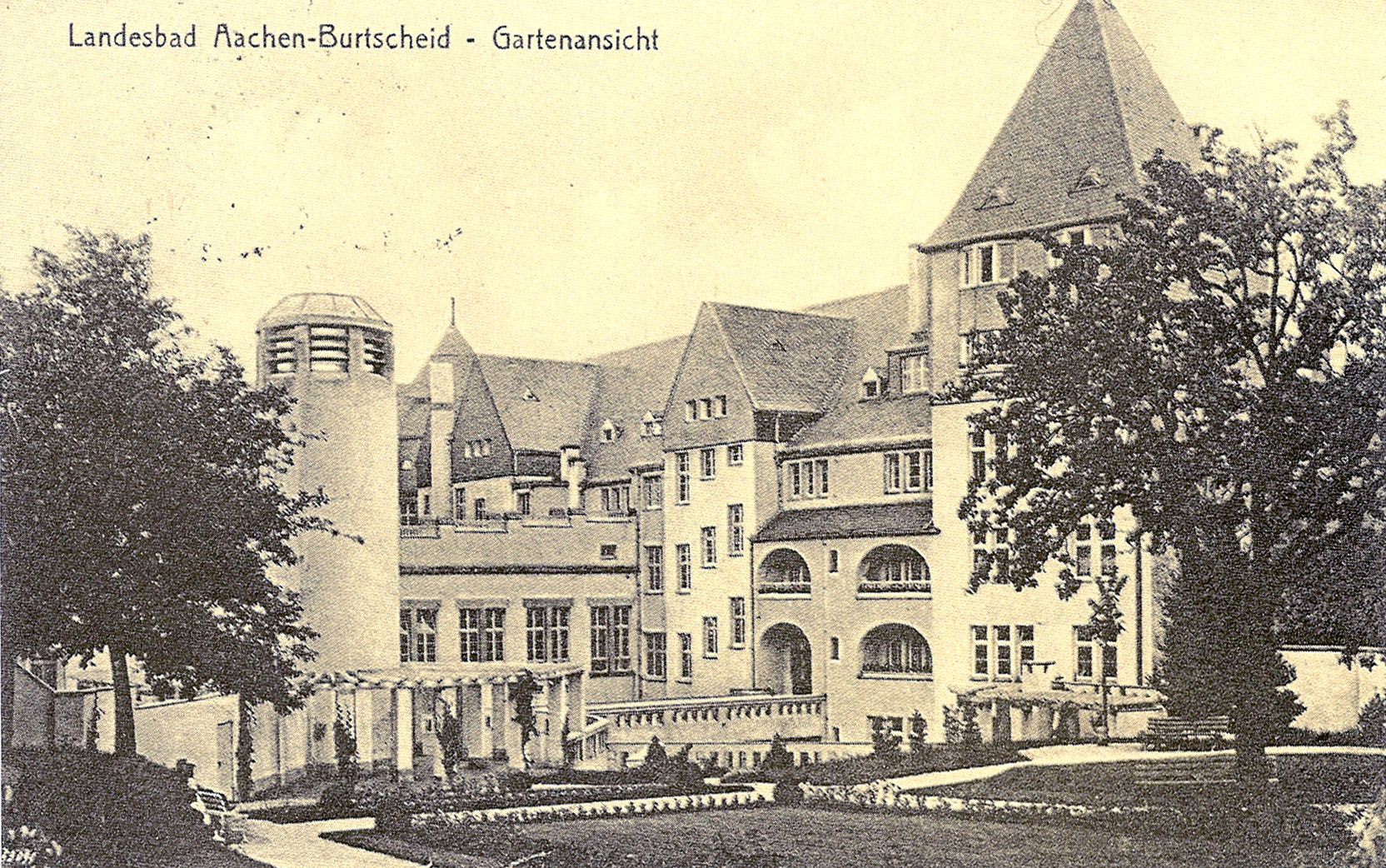
Landesbad um 1916
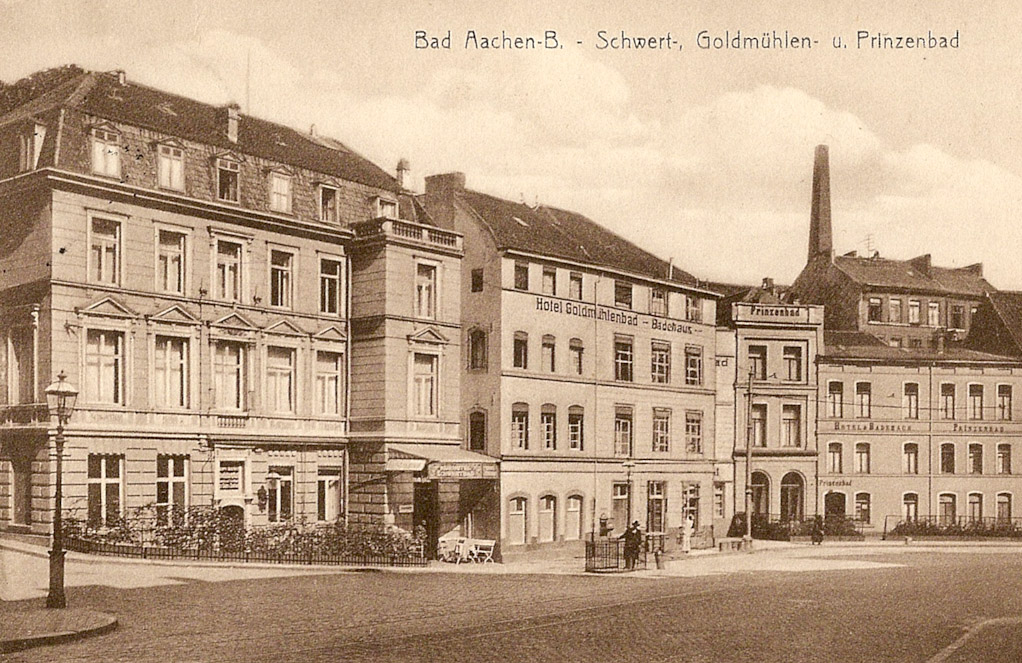
Schwert-, Goldmühlen- und Prinzenbad um 1920

## Brunnen

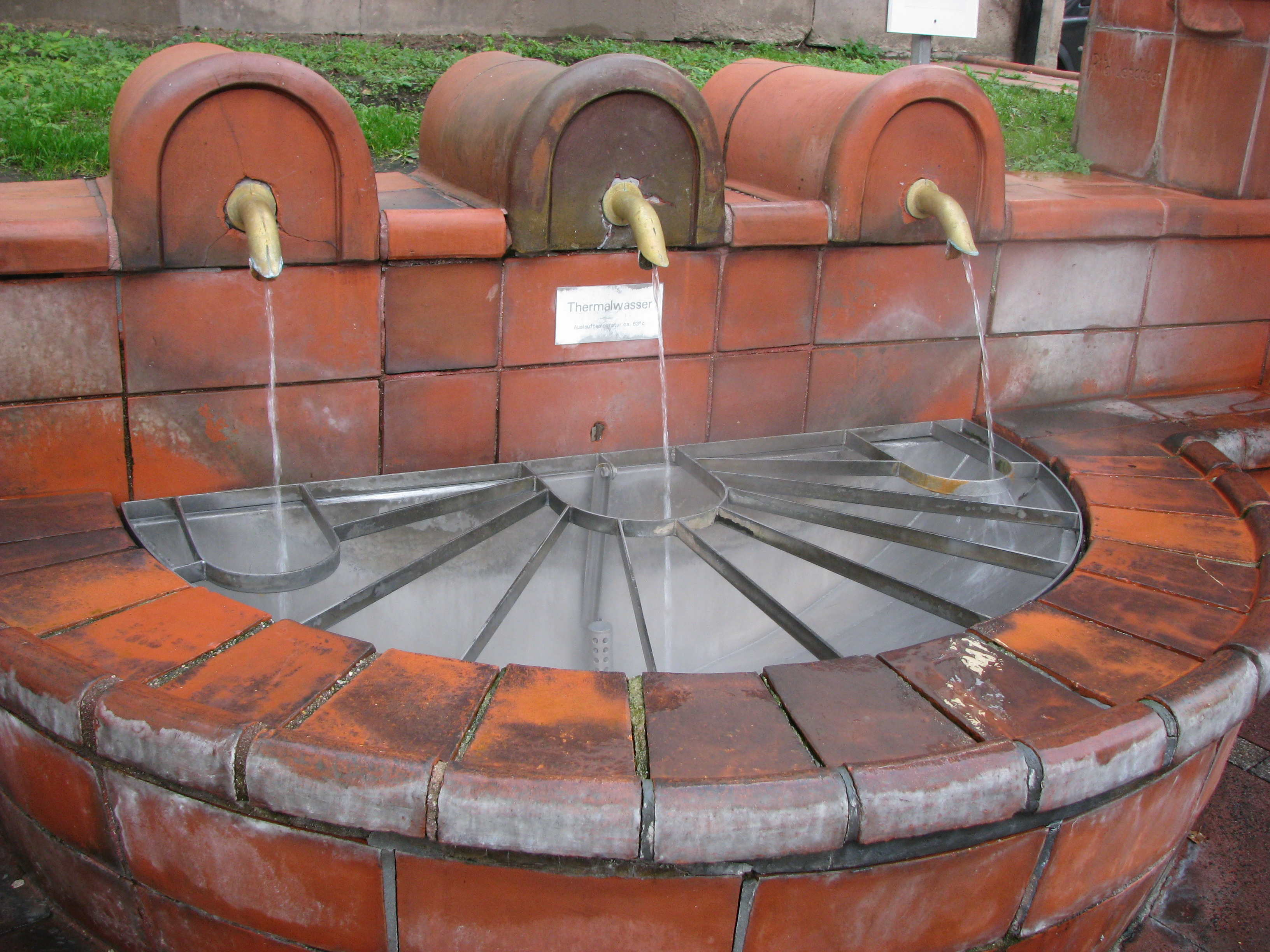
Marktbrunnen mit 63 °C heißem trinkbarem Thermalwasser

In der Tradition zum beliebten Wasser ließen die Burtscheider einige Brunnen errichten, von denen zwei aus Aachen nach Burtscheid verlagert und neu aufgebaut wurden. Einige der Burtscheider Brunnen führen Thermalwasser aus eigenen Quellen. Die bekanntesten Burtscheider Brunnen sind:
- Thermalbrunnen Burtscheid, beliebter Thermalwasser-Trinkbrunnen
- Kochbrunnen, Thermalwasserbrunnen
- Couvenwandbrunnen
- Seepferdchenbrunnen
- Wasser und Leben
- Wasserspiele (Burtscheid)

## Bildungseinrichtungen

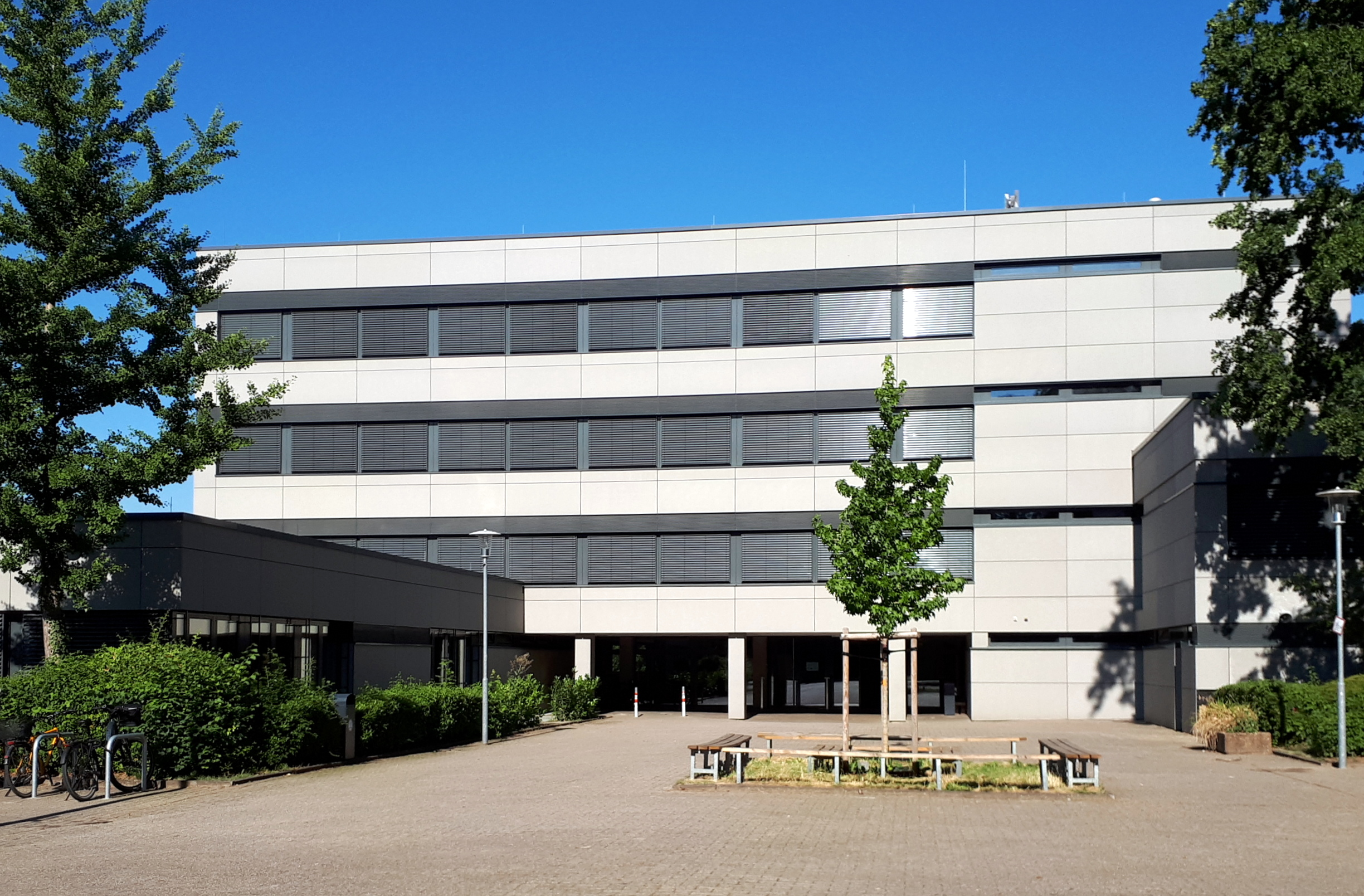
Einhard-Gymnasium

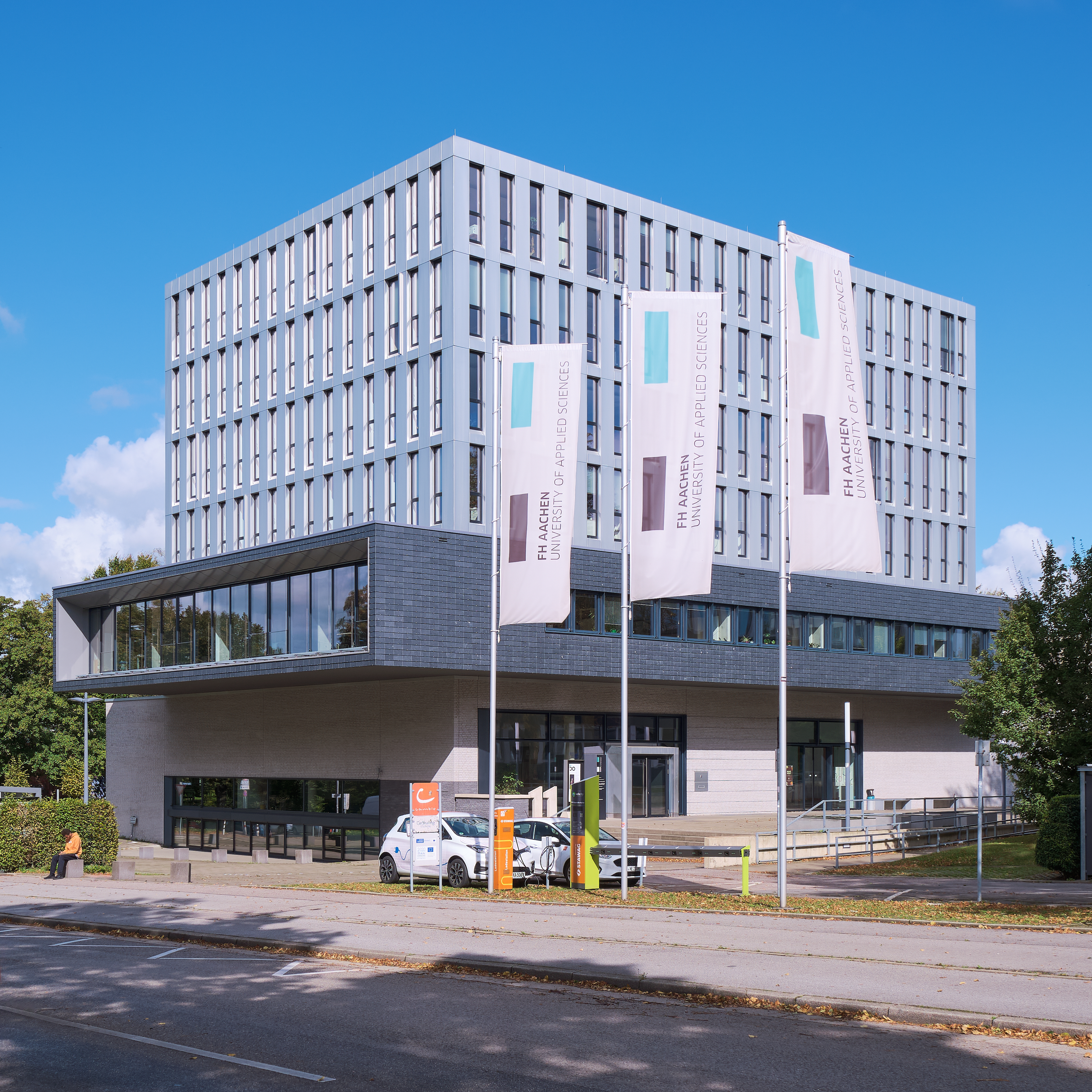
FH-Campus Bayernallee

Von 1824 bis 1840 wurden verschiedene kommunale, Pfarr-, Sonntags- und Abendschulen in Burtscheid erbaut. Im Jahr 1862 kamen die evangelische Schule in der Kapitelstraße und die Schule Michaelsbergstraße hinzu. Auch einige bisher in der Stadt Aachen bestehende Schulen und einzelne Hochschulabteilungen verlagerten ihren Standort nach Burtscheid. Derzeit bestehen in Burtscheid neben fünf Grundschulen, zwei Sonderschulen, je einer Haupt- und Realschule, drei berufsorientierten Schulen unter anderem folgende Bildungseinrichtungen:
- Rhein-Maas-Gymnasium Aachen, gegründet als preußisches Realgymnasium in Aachen, wurde 1962 unter neuem Namen nach Burtscheid verlegt und erfüllt heute die Kriterien einer Europaschule.
- Einhard-Gymnasium Aachen, ursprünglich gegründet als Kaiser-Wilhelm-Gymnasium in Aachen. Nach dem Zweiten Weltkrieg wurde es unter neuem Namen nach Burtscheid verlegt.
- Viktoriaschule; Gymnasium der Evangelischen Kirche im Rheinland, gegründet als Höhere Töchterschule.
- Maria-Montessori-Gesamtschule
- Viktor-Frankl-Schule, Rheinische Förderschule Aachen
- Vinzenz-von-Paul-Berufskolleg im Vinzenz-Heim Aachen
- Katholische Hochschule Nordrhein-Westfalen, Abteilung Aachen
- FH Aachen, Campus Bayernallee

## Verkehr
Die AVV-Buslinien 10, 11, 14, 21, 30, 31, 34, 36, 51, 54, X3 und SB63 der ASEAG verbinden Burtscheid mit Aachen-Mitte, nahezu allen weiteren Aachener Stadtteilen sowie mit Würselen, Alsdorf, Baesweiler, Eupen, Übach-Palenberg, Kerkrade, Herzogenrath, Roetgen und Simmerath. Zusätzlich verkehren in den Nächten vor Samstagen sowie Sonn- und Feiertagen die Nachtexpresslinien N1 und N5.
| Linie | Betreiber   | Verlauf |
| ----- | ----------- | --- |
| 10    | ASEAG       | Siegel – Burtscheid – Beverau – Forster Linde – Arlingtonstr. – Brand |
| 11    | ASEAG       | Walheim Hasbach – Walheim – Nütheim – Schleckheim – Oberforstbach / Oberforstbach Gewerbegebiet – Lichtenbusch – Waldfriedhof – Burtscheid – Marienhospital – Aachen Hbf – Misereor – Elisenbrunnen – Aachen Bushof – Ludwig Forum – Talbot – Haaren – Würselen Kaninsberg – Weiden – Vorweiden – Linden-Neusen – (Broich –) Broicher Siedlung – Blumenrath – Montanstraße – Mariadorf – Hoengen |
| 14    | ASEAG / TEC | Aachen Bushof – Elisenbrunnen – Misereor – Aachen Hbf – Burtscheid Hauptstr. – Diepenbenden – Linzenshäuschen – Köpfchen Grenze(D) – (Hauset (B) –) Eynatten (B) – (Raeren –) Kettenis – Eupen (AVV-Tarif gilt nur im deutschen Streckenabschnitt) |
| 21    | ASEAG       | Lintert Friedhof – Burtscheid – Aachen Hbf – Misereor – Elisenbrunnen – Aachen Bushof – Ludwig Forum – Talbot – Haaren – Würselen – Morsbach – Bardenberg – (Pley –) Niederbardenberg – Herzogenrath Bf – Ritzerfeld – Merkstein – Boscheln – Holthausen – Übach – Palenberg – Palenberg Bf |
| 30    | ASEAG       | (Vaals (NL) – Vaalserquartier (D) – Westfriedhof –) Ronheider Weg – Burtscheid – Beverau – Forst Adenauerallee – Fringsgraben – Hüls – ASEAG – Prager Ring (– Haaren) – Eulershof (– Alter Tivoli – Ehrenmal/Lousberg – Ponttor – Westbahnhof – Süsterau – Campus Melaten – Uniklinik) |
| 31    | ASEAG       | Siegel – Burtscheid – Aachen Hbf – Misereor – Elisenbrunnen – Aachen Bushof – Ludwig Forum – Talbot – Haaren – Verlautenheide – Gewerbegebiet Aachener Kreuz |
| 34    | ASEAG       | (Kerkrade (NL) – Pannesheide (D)) / Kohlscheid Bf – Kohlscheid Weststr. – (Kohlscheid Markt – ) Rumpen – Berensberg – Grüner Weg – Aachen Bushof – Elisenbrunnen – Theater – Normaluhr – Burtscheid Hauptstr. – Diepenbenden |
| 36    | ASEAG       | Aachen Bushof – Kaiserplatz – Normaluhr – Marienhospital – Burtscheid – Bismarckturm – (Waldfriedhof ←) Oberforstbach Gewerbegebiet – SCHUMAG – Schleckheim |
| 51    | ASEAG       | Waldfriedhof – Burtscheid – Aachen Hbf – Elisenbrunnen – Aachen Bushof – STAWAG – Carolus Thermen – Alter Tivoli – Scherberg – Würselen – Schleibacher Hof – Alsdorf-Annapark – Neuweiler – Oidtweiler – (Carl-Alexander-Park → Baesweiler Reyplatz / Setterich) |
| 54    | ASEAG       | Diepenbenden – Burtscheid Hauptstr. – Normaluhr – Theater – Elisenbrunnen – Aachen Bushof – Eurogress – Soers – Berensberg – Rumpen – Kohlscheid Markt – Klinkheide – Pannesheide – Straß – Herzogenrath Bf – Herzogenrath Schulzentrum / Waldfriedhof / (Ritzerfeld – Merkstein – Industriegebiet Boscheler Berg)                                                                               |
| X3    | ASEAG       | Expressbus: Waldfriedhof – Burtscheid – Aachen Hbf – Schanz – Westfriedhof – Uniklinik – Campus Melaten |
| SB63  | ASEAG       | Schnellbus: Aachen Bushof – Elisenbrunnen – Misereor – Aachen Hbf – Marienhospital – Burtscheid – Oberforstbach Gewerbegebiet (– Rott) – Roetgen – Lammersdorf – (Paustenbach – Bickerath) / (Rollesbroich – Strauch Am Roßbach) – Simmerath |
| N1    | ASEAG       | Nachtexpress: nur in den Nächten vor Samstagen sowie Sonn- und Feiertagen Elisenbrunnen → Aachen Bushof → Kaiserplatz → Josefskirche → Bf Rothe Erde → Forst → Brand → Kornelimünster → Walheim → Schleckheim → Oberforstbach → Burtscheid → Marienhospital → Theater → Elisenbrunnen |
| N5    | ASEAG       | Nachtexpress: nur in den Nächten vor Samstagen sowie Sonn- und Feiertagen Aachen Bushof → Elisenbrunnen → Misereor → Aachen Hbf → Marienhospital → Burtscheid → Lichtenbusch → Oberforstbach → Schleckheim → Kornelimünster → Niederforstbach → Brand → Forst → Bf Rothe Erde → Frankenberger Viertel → Aachen Hbf → Misereor → Elisenbrunnen                                                    |

## Sport
Der Burtscheider Turnverein hat seinen Stammsitz in der Sportanlage „auf Siegel“ und bietet mit seinen Abteilungen Turnen, Fußball, Tischtennis und Trendsportarten ein breites Sportangebot. Der Sportverein BTB Aachen hat seine Heimat in der Halle am Ludwig-Kuhnen-Stadion im Gillesbachtal und bietet ebenfalls verschiedene Angebote im Breitensport, wobei der Handball die dominierende Rolle im Verein einnimmt. Darüber hinaus beheimatet das Viertel die Fußballvereine Blau-Weiß Aachen, VfL 05 Aachen, den Burtscheider FC sowie den American Football Club Aachen Vampires 2005 e. V. Des Weiteren ist in Burtscheid der Pétanque-Verein Boule de Borcette e. V. zu Hause, der in der Bouleanlage im Ferberpark trainiert.

## Söhne und Töchter
- Matthias Goswin Pelzer (1754–1814), Syndikus von Aachen sowie Präsident des Kantons Aix-la-Chapelle
- Peter von Loewenich (1756–1829), deutscher Textilfabrikant und Politiker
- Petrus Klausener (1782–1850), Trappistenmönch und Abt der Abtei Oelenberg
- Philipp Heinrich Pastor (1787–1844), Tuch- und Nadelfabrikant, Präsident der IHK Aachen
- Konrad Gustav Pastor (1796–1890), Industrieller, der „belgische Pastor“
- Barto von Löwenigh (1799–1853), Burtscheider Bürgermeister und Polarreisender
- Gottfried Pastor (1809–1899), Wollfabrikant und Geheimer Kommerzienrat
- Friedrich Wilhelm Hackländer (1816–1877), Schriftsteller
- Joseph Hubert Reinkens (1821–1896), Theologe und Bischof
- Franz Bock (1823–1899), Kanonikus und Kunsthistoriker
- Oskar Erckens (1824–1901), Tuchfabrikant in Burtscheid und Grevenbroich, Geheimer Kommerzienrat
- Rudolf Arthur Pastor (1828–1892), Nadelfabrikant und Kgl. preuß. Kommerzienrat
- Peter Bücken (1830–1915), Landschaftsmaler
- Aloys Dauzenberg (1831–1907), katholischer Pfarrer
- Emil Lochner (1832–1900), Aachener Tuchfabrikant
- Egidius Jünger (1833–1895), römisch-katholischer Geistlicher und Bischof von Nesqually
- Friedrich von Halfern (1849–1908), Burtscheider Tuchfabrikant, Oberbrandmeister und Dendrologe
- Emil Striebeck (um 1850–1900), Verfahrenstechniker
- Alfons Klausener (1853–1921), Beigeordneter Bürgermeister der Stadt Aachen und Mitglied des Preußischen Abgeordnetenhauses
- Karl von Pastor (1857–1919), Landrat des Landkreises Aachen
- Rudolf Püngeler (1857–1927), Amtsgerichtsrat und Lepidopterologe
- Otto Kesselkaul (1863–1933), Landrat in Mayen und Düren
- Willy Pastor (1867–1933), Kultur- und Kunstkritiker, völkischer Schriftsteller
- Fritz Rothe (1867–1958), Chemiker und Unternehmer
- Hermann Braus (1868–1924), Mediziner und Anatom
- Carl von Halfern (1873–1937), Regierungsbeamter und Politiker der Deutschen Volkspartei
- Hugo Cadenbach (1874–1943), Landgerichtsrat und Unternehmer
- Johann Maria Heimann (1878–1931), Industrieller
- Karl Wiener (1879–1929), Architekt
- Franz Wolfgang Demont (1880–1964), Apostolischer Vikar von Aliwal
- Kurt Johnen (1884–1965), Pianist, Musikpädagoge und Musikschriftsteller
- Carl Arthur Pastor (1885–1960), Bankier und Versicherungsunternehmer
- Heinrich Linzen (1886–1942), Landschafts- und Tiermaler
- Fritz Kaldenbach (1887–1918), Architekt und Grafiker
- Ewald Mataré (1887–1965), Maler und Bildhauer
- Walter von Dombois (1889–1972), Jurist und Landrat im Landkreis Rotenburg (Fulda)
- Alfred Sternau (1890–1943), deutscher Jurist und Filmproduzent
- Jacques Königstein (1897–1971), Gründer des Ordens Wider den tierischen Ernst
- Hermann Jansen (Generalvikar) (1904–nach 1969), Generalvikar des Erzbischofs von Kölns
- Jupp Kuckartz (1912–1985), Maler, Grafiker, Designer und Kunsterzieher
- Johannes Savelsberg (1913–1939), römisch-katholischer Ordensbruder, Salvatorianer und Märtyrer
- Rolf Thomas (1934–2016), Priester, Seelsorger und eines der ersten deutschen Mitglieder im Opus Dei
- Dieter Philipp (* 1943), Verbandsfunktionär und ehemaliger Präsident des Zentralverbandes des Deutschen Handwerks
- Armin Laschet (* 1961), Politiker (CDU), 2017 bis 2021 Ministerpräsident von NRW
- Marcel Philipp (* 1971), Politiker (CDU), Oberbürgermeister der Stadt Aachen (2009–2020)

## Persönlichkeiten, die in Burtscheid wirkten
- Heribert August (* 1947), Pfarrer in Burtscheid 1983–2012